# Hommels
Hommels (Bombus) zijn een geslacht van insecten die behoren tot de familie Apidae. Er zijn wereldwijd ongeveer 250 soorten hommels die van nature voorkomen in Europa, Noord-Afrika, Azië, Noord- en Zuid-Amerika. Verschillende Europese hommelsoorten zijn door de mens geïntroduceerd in Nieuw-Zeeland en Tasmanië. In België en Nederland samen komen ongeveer dertig verschillende soorten voor, waarvan enkele zeldzaam zijn.
De meeste hommels zijn sociale insecten die in kolonies leven met een enkele koningin. Deze kolonies zijn vele malen kleiner dan die van honingbijen, en bereiken een grootte van vijftig tot enkele honderden individuen per nest. Hommels hebben een rond lichaam dat bedekt is met een zachte vacht van setae, wat hen een donzig uiterlijk geeft. Om predatoren af te schrikken hebben ze een aposematische kleuring, bestaande uit afwisselende kleurenbanden.
Net als bijen voeden hommels zich met nectar; ze gebruiken hun lange, uitrolbare tongen om de nectar uit de bloem op te zuigen. De nectar wordt verzameld en opgeslagen in het nest. Sommige hommelsoorten maken een gat rond de basis van een bloem om zo gemakkelijker toegang te krijgen tot de nectar, waarbij pollenoverdracht wordt vermeden. Hommels zijn belangrijke bestuivers voor de landbouw, maar nemen in Europa, Noord-Amerika en Azië in aantal sterk af. Deze achteruitgang wordt veroorzaakt door het kleiner worden van hun habitats, mechanisering van de landbouw en overmatig gebruik van pesticiden.

## Inleiding
De hommel komt vooral voor in gematigde klimaten. De hommel is aangepast aan lagere omgevingstemperaturen door zijn relatief grote lichaam, dat zowel langbehaard als dichtbehaard is, waardoor de lichaamswarmte goed wordt vastgehouden. Hommels kunnen hierdoor zelfs op de arctische toendra en in het hooggebergte leven, waar ze vaak de enige vertegenwoordigers van de bijen zijn. Er zijn echter ook soorten die in tropische laaglanden voorkomen. Het hommelnest blijft in de regel kleiner dan dat van andere sociale vliesvleugeligen. De nesten zijn wat rommeliger dan die van bijen en bestaan uit ronde, tonvormige cellen.
Er zijn meerdere groepen hommels; de bekendste zijn de sociale soorten die, net als andere vliesvleugeligen zoals mieren, bijen en wespen, een kolonie (nest) vormen. Er zijn ook hommelsoorten die zelf geen nest maken, maar hun eitjes in het nest van andere soorten leggen. Deze soorten, worden, naar analogie van vergelijkbaar gedrag van de koekoek, koekoekshommels genoemd. Koekoekshommels missen de stuifmeelkorfjes die andere hommelsoorten wel hebben. De koekoekshommels worden tegenwoordig gezien als een van de ondergeslachten van het geslacht 'hommels'. Hommelsoorten uit andere ondergeslachten zullen echter nooit het parasitaire gedrag van de koekoekshommels vertonen.

## Taxonomie en naamgeving

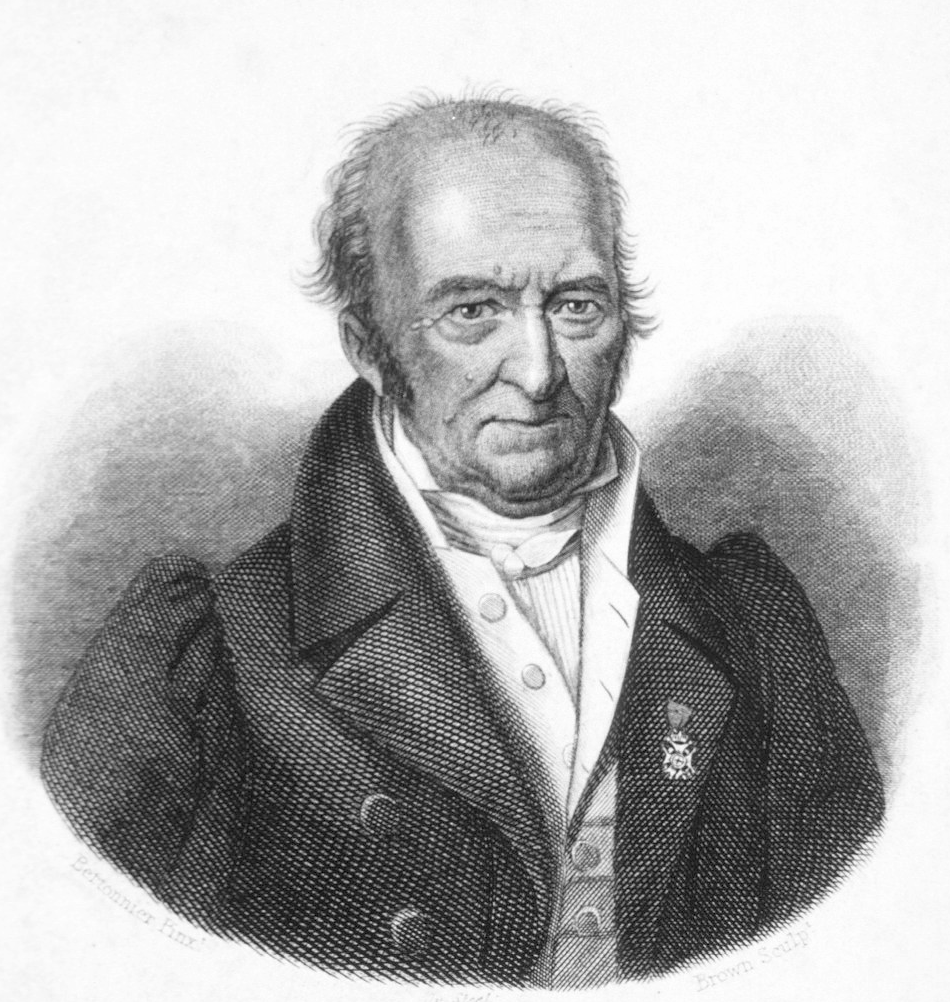
Pierre André Latreille, een Frans entomoloog en pionier op het gebied van hommeltaxonomie.

Het Nederlandstalige 'hommel' is afgeleid van Nederduits Hummel, dat 'zoemer' betekent. De Franse naam bourdon, verwijst naar de analogie met het zoemende geluid van de bourdon, een muziekinstrument. Het Engelse bumble-bee, 'lompe bij' verwijst naar de, op het eerste gezicht, onhandig aandoende manier van vliegen.
De hommels worden als een van de vele geslachten binnen de bijen gezien, waarbij de verschillende groepen hommels als evenzovele ondergeslachten worden erkend, subgroepen die verschillen qua uiterlijke kenmerken en qua verspreidingsgebied. Zie voor een overzicht van alle bekende soorten hommels de lijst van hommels.
De wetenschappelijke naam Bombus is afgeleid van het Griekse βόμβος (bómbos): 'gebrom, gezoem'. De groep van de hommels werd voor het eerst wetenschappelijk beschreven door Pierre André Latreille in 1802. Hommels werden in de taxonomie ooit als een aparte familie binnen de bijen gezien, de groep werd toen Bombides genoemd, later Bombidae.
De koekoekshommels werden lange tijd als een apart geslacht, Psithyrus, van hommels beschouwd. Inmiddels wordt er minder onderscheid gemaakt, en taxonomen zoals de Hymenoptera-specialist Charles D. Michener rekenen alle hommels tot het geslacht Bombus. De wetenschappelijke naam van bijvoorbeeld de gewone koekoekshommel is hierdoor niet langer Bombus campestris maar Bombus (Psithyrus) campestris.
De bioloog Cameron en zijn collega's publiceerden in 2007 een onderzoek waarin de hommels in 42 verschillende ondergeslachten werden verdeeld. Andere biologen hadden daar kritiek op omdat het aantal veel te groot zou zijn. Zij stelden een onderverdeling voor in vijftien ondergeslachten. Deze indeling is hieronder weergegeven in een cladogram.

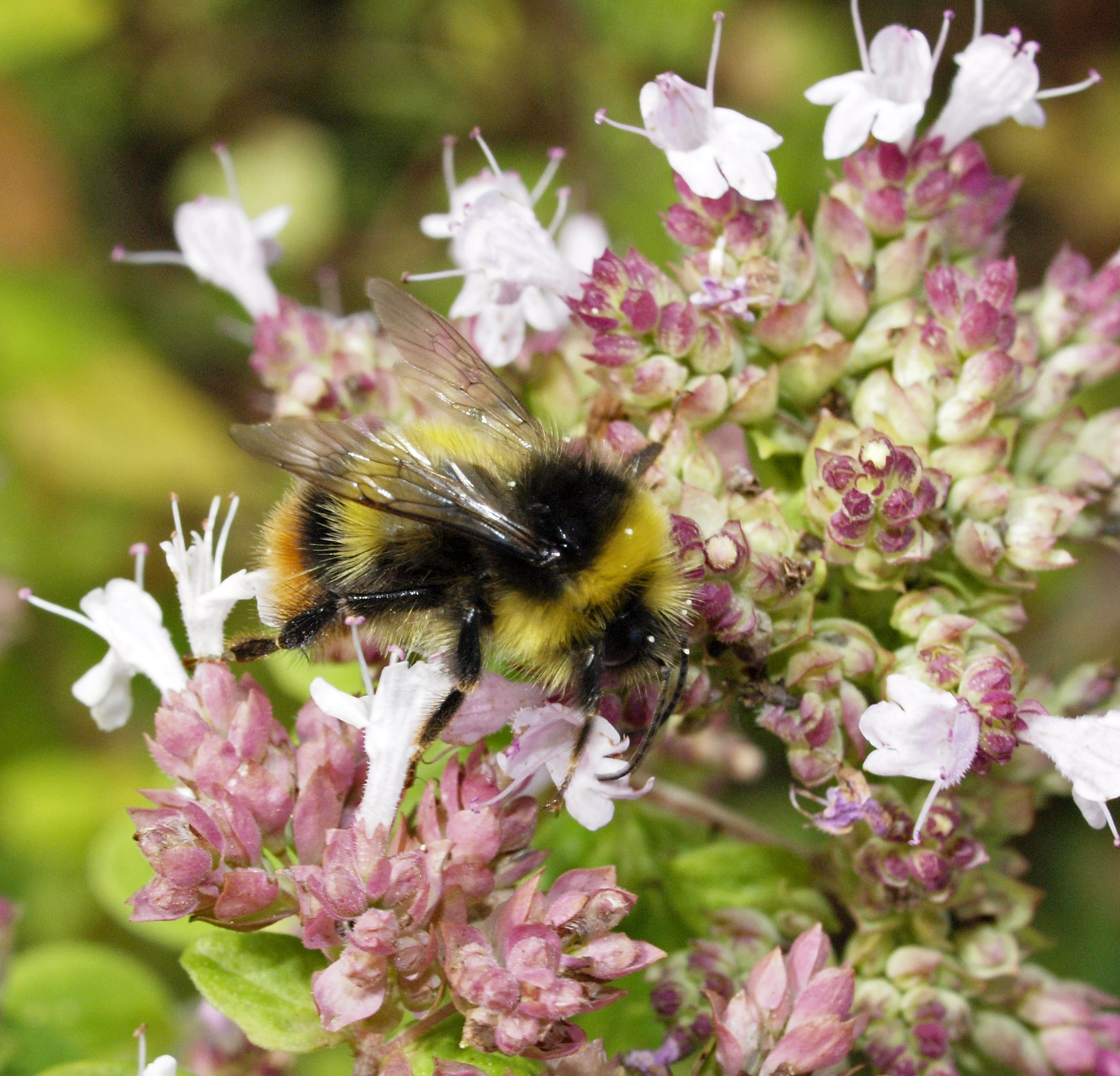
De late hommel (Bombus soroeensis) is de enige soort uit de geslachtengroep Kallobombus.

|  | Megabombus, 22 soorten                                                              |
|  |                                                                                     |
|  | \| \| Thoracobombus, 50 soorten \| \| \| \| \| \| Psithyrus, 30 soorten \| \| \| \| |
|  |                                                                                     |
|  | Thoracobombus, 50 soorten                                                           |
|  |                                                                                     |
|  | Psithyrus, 30 soorten                                                               |
|  |                                                                                     |

|  | Thoracobombus, 50 soorten |
|  |                           |
|  | Psithyrus, 30 soorten     |
|  |                           |

|  | Megabombus, 22 soorten                                                              |
|  |                                                                                     |
|  | \| \| Thoracobombus, 50 soorten \| \| \| \| \| \| Psithyrus, 30 soorten \| \| \| \| |
|  |                                                                                     |
|  | Thoracobombus, 50 soorten                                                           |
|  |                                                                                     |
|  | Psithyrus, 30 soorten                                                               |
|  |                                                                                     |

|  | Thoracobombus, 50 soorten |
|  |                           |
|  | Psithyrus, 30 soorten     |
|  |                           |

|  | Pyrobombus, 50 soorten                                                        |
|  |                                                                               |
|  | \| \| Alpinobombus, 5 soorten \| \| \| \| \| \| Bombus, 5 soorten \| \| \| \| |
|  |                                                                               |
|  | Alpinobombus, 5 soorten                                                       |
|  |                                                                               |
|  | Bombus, 5 soorten                                                             |
|  |                                                                               |

|  | Alpinobombus, 5 soorten |
|  |                         |
|  | Bombus, 5 soorten       |
|  |                         |

|  | Alpigenobombus, 7 soorten                                                                 |
|  |                                                                                           |
|  | Melanobombus, 17 soorten                                                                  |
|  |                                                                                           |
|  | \| \| Sibirocobombus, 7 soorten \| \| \| \| \| \| Cullumanobombus, 23 soorten \| \| \| \| |
|  |                                                                                           |
|  | Sibirocobombus, 7 soorten                                                                 |
|  |                                                                                           |
|  | Cullumanobombus, 23 soorten                                                               |
|  |                                                                                           |

|  | Sibirocobombus, 7 soorten   |
|  |                             |
|  | Cullumanobombus, 23 soorten |
|  |                             |

|  | Pyrobombus, 50 soorten                                                        |
|  |                                                                               |
|  | \| \| Alpinobombus, 5 soorten \| \| \| \| \| \| Bombus, 5 soorten \| \| \| \| |
|  |                                                                               |
|  | Alpinobombus, 5 soorten                                                       |
|  |                                                                               |
|  | Bombus, 5 soorten                                                             |
|  |                                                                               |

|  | Alpinobombus, 5 soorten |
|  |                         |
|  | Bombus, 5 soorten       |
|  |                         |

|  | Alpigenobombus, 7 soorten                                                                 |
|  |                                                                                           |
|  | Melanobombus, 17 soorten                                                                  |
|  |                                                                                           |
|  | \| \| Sibirocobombus, 7 soorten \| \| \| \| \| \| Cullumanobombus, 23 soorten \| \| \| \| |
|  |                                                                                           |
|  | Sibirocobombus, 7 soorten                                                                 |
|  |                                                                                           |
|  | Cullumanobombus, 23 soorten                                                               |
|  |                                                                                           |

|  | Sibirocobombus, 7 soorten   |
|  |                             |
|  | Cullumanobombus, 23 soorten |
|  |                             |

|  | Megabombus, 22 soorten                                                              |
|  |                                                                                     |
|  | \| \| Thoracobombus, 50 soorten \| \| \| \| \| \| Psithyrus, 30 soorten \| \| \| \| |
|  |                                                                                     |
|  | Thoracobombus, 50 soorten                                                           |
|  |                                                                                     |
|  | Psithyrus, 30 soorten                                                               |
|  |                                                                                     |

|  | Thoracobombus, 50 soorten |
|  |                           |
|  | Psithyrus, 30 soorten     |
|  |                           |

|  | Megabombus, 22 soorten                                                              |
|  |                                                                                     |
|  | \| \| Thoracobombus, 50 soorten \| \| \| \| \| \| Psithyrus, 30 soorten \| \| \| \| |
|  |                                                                                     |
|  | Thoracobombus, 50 soorten                                                           |
|  |                                                                                     |
|  | Psithyrus, 30 soorten                                                               |
|  |                                                                                     |

|  | Thoracobombus, 50 soorten |
|  |                           |
|  | Psithyrus, 30 soorten     |
|  |                           |

|  | Pyrobombus, 50 soorten                                                        |
|  |                                                                               |
|  | \| \| Alpinobombus, 5 soorten \| \| \| \| \| \| Bombus, 5 soorten \| \| \| \| |
|  |                                                                               |
|  | Alpinobombus, 5 soorten                                                       |
|  |                                                                               |
|  | Bombus, 5 soorten                                                             |
|  |                                                                               |

|  | Alpinobombus, 5 soorten |
|  |                         |
|  | Bombus, 5 soorten       |
|  |                         |

|  | Alpigenobombus, 7 soorten                                                                 |
|  |                                                                                           |
|  | Melanobombus, 17 soorten                                                                  |
|  |                                                                                           |
|  | \| \| Sibirocobombus, 7 soorten \| \| \| \| \| \| Cullumanobombus, 23 soorten \| \| \| \| |
|  |                                                                                           |
|  | Sibirocobombus, 7 soorten                                                                 |
|  |                                                                                           |
|  | Cullumanobombus, 23 soorten                                                               |
|  |                                                                                           |

|  | Sibirocobombus, 7 soorten   |
|  |                             |
|  | Cullumanobombus, 23 soorten |
|  |                             |

|  | Pyrobombus, 50 soorten                                                        |
|  |                                                                               |
|  | \| \| Alpinobombus, 5 soorten \| \| \| \| \| \| Bombus, 5 soorten \| \| \| \| |
|  |                                                                               |
|  | Alpinobombus, 5 soorten                                                       |
|  |                                                                               |
|  | Bombus, 5 soorten                                                             |
|  |                                                                               |

|  | Alpinobombus, 5 soorten |
|  |                         |
|  | Bombus, 5 soorten       |
|  |                         |

|  | Alpigenobombus, 7 soorten                                                                 |
|  |                                                                                           |
|  | Melanobombus, 17 soorten                                                                  |
|  |                                                                                           |
|  | \| \| Sibirocobombus, 7 soorten \| \| \| \| \| \| Cullumanobombus, 23 soorten \| \| \| \| |
|  |                                                                                           |
|  | Sibirocobombus, 7 soorten                                                                 |
|  |                                                                                           |
|  | Cullumanobombus, 23 soorten                                                               |
|  |                                                                                           |

|  | Sibirocobombus, 7 soorten   |
|  |                             |
|  | Cullumanobombus, 23 soorten |
|  |                             |

|  | Megabombus, 22 soorten                                                              |
|  |                                                                                     |
|  | \| \| Thoracobombus, 50 soorten \| \| \| \| \| \| Psithyrus, 30 soorten \| \| \| \| |
|  |                                                                                     |
|  | Thoracobombus, 50 soorten                                                           |
|  |                                                                                     |
|  | Psithyrus, 30 soorten                                                               |
|  |                                                                                     |

|  | Thoracobombus, 50 soorten |
|  |                           |
|  | Psithyrus, 30 soorten     |
|  |                           |

|  | Megabombus, 22 soorten                                                              |
|  |                                                                                     |
|  | \| \| Thoracobombus, 50 soorten \| \| \| \| \| \| Psithyrus, 30 soorten \| \| \| \| |
|  |                                                                                     |
|  | Thoracobombus, 50 soorten                                                           |
|  |                                                                                     |
|  | Psithyrus, 30 soorten                                                               |
|  |                                                                                     |

|  | Thoracobombus, 50 soorten |
|  |                           |
|  | Psithyrus, 30 soorten     |
|  |                           |

|  | Pyrobombus, 50 soorten                                                        |
|  |                                                                               |
|  | \| \| Alpinobombus, 5 soorten \| \| \| \| \| \| Bombus, 5 soorten \| \| \| \| |
|  |                                                                               |
|  | Alpinobombus, 5 soorten                                                       |
|  |                                                                               |
|  | Bombus, 5 soorten                                                             |
|  |                                                                               |

|  | Alpinobombus, 5 soorten |
|  |                         |
|  | Bombus, 5 soorten       |
|  |                         |

|  | Alpigenobombus, 7 soorten                                                                 |
|  |                                                                                           |
|  | Melanobombus, 17 soorten                                                                  |
|  |                                                                                           |
|  | \| \| Sibirocobombus, 7 soorten \| \| \| \| \| \| Cullumanobombus, 23 soorten \| \| \| \| |
|  |                                                                                           |
|  | Sibirocobombus, 7 soorten                                                                 |
|  |                                                                                           |
|  | Cullumanobombus, 23 soorten                                                               |
|  |                                                                                           |

|  | Sibirocobombus, 7 soorten   |
|  |                             |
|  | Cullumanobombus, 23 soorten |
|  |                             |

|  | Pyrobombus, 50 soorten                                                        |
|  |                                                                               |
|  | \| \| Alpinobombus, 5 soorten \| \| \| \| \| \| Bombus, 5 soorten \| \| \| \| |
|  |                                                                               |
|  | Alpinobombus, 5 soorten                                                       |
|  |                                                                               |
|  | Bombus, 5 soorten                                                             |
|  |                                                                               |

|  | Alpinobombus, 5 soorten |
|  |                         |
|  | Bombus, 5 soorten       |
|  |                         |

|  | Alpigenobombus, 7 soorten                                                                 |
|  |                                                                                           |
|  | Melanobombus, 17 soorten                                                                  |
|  |                                                                                           |
|  | \| \| Sibirocobombus, 7 soorten \| \| \| \| \| \| Cullumanobombus, 23 soorten \| \| \| \| |
|  |                                                                                           |
|  | Sibirocobombus, 7 soorten                                                                 |
|  |                                                                                           |
|  | Cullumanobombus, 23 soorten                                                               |
|  |                                                                                           |

|  | Sibirocobombus, 7 soorten   |
|  |                             |
|  | Cullumanobombus, 23 soorten |
|  |                             |

|  | Megabombus, 22 soorten                                                              |
|  |                                                                                     |
|  | \| \| Thoracobombus, 50 soorten \| \| \| \| \| \| Psithyrus, 30 soorten \| \| \| \| |
|  |                                                                                     |
|  | Thoracobombus, 50 soorten                                                           |
|  |                                                                                     |
|  | Psithyrus, 30 soorten                                                               |
|  |                                                                                     |

|  | Thoracobombus, 50 soorten |
|  |                           |
|  | Psithyrus, 30 soorten     |
|  |                           |

|  | Megabombus, 22 soorten                                                              |
|  |                                                                                     |
|  | \| \| Thoracobombus, 50 soorten \| \| \| \| \| \| Psithyrus, 30 soorten \| \| \| \| |
|  |                                                                                     |
|  | Thoracobombus, 50 soorten                                                           |
|  |                                                                                     |
|  | Psithyrus, 30 soorten                                                               |
|  |                                                                                     |

|  | Thoracobombus, 50 soorten |
|  |                           |
|  | Psithyrus, 30 soorten     |
|  |                           |

|  | Pyrobombus, 50 soorten                                                        |
|  |                                                                               |
|  | \| \| Alpinobombus, 5 soorten \| \| \| \| \| \| Bombus, 5 soorten \| \| \| \| |
|  |                                                                               |
|  | Alpinobombus, 5 soorten                                                       |
|  |                                                                               |
|  | Bombus, 5 soorten                                                             |
|  |                                                                               |

|  | Alpinobombus, 5 soorten |
|  |                         |
|  | Bombus, 5 soorten       |
|  |                         |

|  | Alpigenobombus, 7 soorten                                                                 |
|  |                                                                                           |
|  | Melanobombus, 17 soorten                                                                  |
|  |                                                                                           |
|  | \| \| Sibirocobombus, 7 soorten \| \| \| \| \| \| Cullumanobombus, 23 soorten \| \| \| \| |
|  |                                                                                           |
|  | Sibirocobombus, 7 soorten                                                                 |
|  |                                                                                           |
|  | Cullumanobombus, 23 soorten                                                               |
|  |                                                                                           |

|  | Sibirocobombus, 7 soorten   |
|  |                             |
|  | Cullumanobombus, 23 soorten |
|  |                             |

|  | Pyrobombus, 50 soorten                                                        |
|  |                                                                               |
|  | \| \| Alpinobombus, 5 soorten \| \| \| \| \| \| Bombus, 5 soorten \| \| \| \| |
|  |                                                                               |
|  | Alpinobombus, 5 soorten                                                       |
|  |                                                                               |
|  | Bombus, 5 soorten                                                             |
|  |                                                                               |

|  | Alpinobombus, 5 soorten |
|  |                         |
|  | Bombus, 5 soorten       |
|  |                         |

|  | Alpigenobombus, 7 soorten                                                                 |
|  |                                                                                           |
|  | Melanobombus, 17 soorten                                                                  |
|  |                                                                                           |
|  | \| \| Sibirocobombus, 7 soorten \| \| \| \| \| \| Cullumanobombus, 23 soorten \| \| \| \| |
|  |                                                                                           |
|  | Sibirocobombus, 7 soorten                                                                 |
|  |                                                                                           |
|  | Cullumanobombus, 23 soorten                                                               |
|  |                                                                                           |

|  | Sibirocobombus, 7 soorten   |
|  |                             |
|  | Cullumanobombus, 23 soorten |
|  |                             |

|  | Megabombus, 22 soorten                                                              |
|  |                                                                                     |
|  | \| \| Thoracobombus, 50 soorten \| \| \| \| \| \| Psithyrus, 30 soorten \| \| \| \| |
|  |                                                                                     |
|  | Thoracobombus, 50 soorten                                                           |
|  |                                                                                     |
|  | Psithyrus, 30 soorten                                                               |
|  |                                                                                     |

|  | Thoracobombus, 50 soorten |
|  |                           |
|  | Psithyrus, 30 soorten     |
|  |                           |

|  | Megabombus, 22 soorten                                                              |
|  |                                                                                     |
|  | \| \| Thoracobombus, 50 soorten \| \| \| \| \| \| Psithyrus, 30 soorten \| \| \| \| |
|  |                                                                                     |
|  | Thoracobombus, 50 soorten                                                           |
|  |                                                                                     |
|  | Psithyrus, 30 soorten                                                               |
|  |                                                                                     |

|  | Thoracobombus, 50 soorten |
|  |                           |
|  | Psithyrus, 30 soorten     |
|  |                           |

|  | Pyrobombus, 50 soorten                                                        |
|  |                                                                               |
|  | \| \| Alpinobombus, 5 soorten \| \| \| \| \| \| Bombus, 5 soorten \| \| \| \| |
|  |                                                                               |
|  | Alpinobombus, 5 soorten                                                       |
|  |                                                                               |
|  | Bombus, 5 soorten                                                             |
|  |                                                                               |

|  | Alpinobombus, 5 soorten |
|  |                         |
|  | Bombus, 5 soorten       |
|  |                         |

|  | Alpigenobombus, 7 soorten                                                                 |
|  |                                                                                           |
|  | Melanobombus, 17 soorten                                                                  |
|  |                                                                                           |
|  | \| \| Sibirocobombus, 7 soorten \| \| \| \| \| \| Cullumanobombus, 23 soorten \| \| \| \| |
|  |                                                                                           |
|  | Sibirocobombus, 7 soorten                                                                 |
|  |                                                                                           |
|  | Cullumanobombus, 23 soorten                                                               |
|  |                                                                                           |

|  | Sibirocobombus, 7 soorten   |
|  |                             |
|  | Cullumanobombus, 23 soorten |
|  |                             |

|  | Pyrobombus, 50 soorten                                                        |
|  |                                                                               |
|  | \| \| Alpinobombus, 5 soorten \| \| \| \| \| \| Bombus, 5 soorten \| \| \| \| |
|  |                                                                               |
|  | Alpinobombus, 5 soorten                                                       |
|  |                                                                               |
|  | Bombus, 5 soorten                                                             |
|  |                                                                               |

|  | Alpinobombus, 5 soorten |
|  |                         |
|  | Bombus, 5 soorten       |
|  |                         |

|  | Alpigenobombus, 7 soorten                                                                 |
|  |                                                                                           |
|  | Melanobombus, 17 soorten                                                                  |
|  |                                                                                           |
|  | \| \| Sibirocobombus, 7 soorten \| \| \| \| \| \| Cullumanobombus, 23 soorten \| \| \| \| |
|  |                                                                                           |
|  | Sibirocobombus, 7 soorten                                                                 |
|  |                                                                                           |
|  | Cullumanobombus, 23 soorten                                                               |
|  |                                                                                           |

|  | Sibirocobombus, 7 soorten   |
|  |                             |
|  | Cullumanobombus, 23 soorten |
|  |                             |

|  | Megabombus, 22 soorten                                                              |
|  |                                                                                     |
|  | \| \| Thoracobombus, 50 soorten \| \| \| \| \| \| Psithyrus, 30 soorten \| \| \| \| |
|  |                                                                                     |
|  | Thoracobombus, 50 soorten                                                           |
|  |                                                                                     |
|  | Psithyrus, 30 soorten                                                               |
|  |                                                                                     |

|  | Thoracobombus, 50 soorten |
|  |                           |
|  | Psithyrus, 30 soorten     |
|  |                           |

|  | Megabombus, 22 soorten                                                              |
|  |                                                                                     |
|  | \| \| Thoracobombus, 50 soorten \| \| \| \| \| \| Psithyrus, 30 soorten \| \| \| \| |
|  |                                                                                     |
|  | Thoracobombus, 50 soorten                                                           |
|  |                                                                                     |
|  | Psithyrus, 30 soorten                                                               |
|  |                                                                                     |

|  | Thoracobombus, 50 soorten |
|  |                           |
|  | Psithyrus, 30 soorten     |
|  |                           |

|  | Pyrobombus, 50 soorten                                                        |
|  |                                                                               |
|  | \| \| Alpinobombus, 5 soorten \| \| \| \| \| \| Bombus, 5 soorten \| \| \| \| |
|  |                                                                               |
|  | Alpinobombus, 5 soorten                                                       |
|  |                                                                               |
|  | Bombus, 5 soorten                                                             |
|  |                                                                               |

|  | Alpinobombus, 5 soorten |
|  |                         |
|  | Bombus, 5 soorten       |
|  |                         |

|  | Alpigenobombus, 7 soorten                                                                 |
|  |                                                                                           |
|  | Melanobombus, 17 soorten                                                                  |
|  |                                                                                           |
|  | \| \| Sibirocobombus, 7 soorten \| \| \| \| \| \| Cullumanobombus, 23 soorten \| \| \| \| |
|  |                                                                                           |
|  | Sibirocobombus, 7 soorten                                                                 |
|  |                                                                                           |
|  | Cullumanobombus, 23 soorten                                                               |
|  |                                                                                           |

|  | Sibirocobombus, 7 soorten   |
|  |                             |
|  | Cullumanobombus, 23 soorten |
|  |                             |

|  | Pyrobombus, 50 soorten                                                        |
|  |                                                                               |
|  | \| \| Alpinobombus, 5 soorten \| \| \| \| \| \| Bombus, 5 soorten \| \| \| \| |
|  |                                                                               |
|  | Alpinobombus, 5 soorten                                                       |
|  |                                                                               |
|  | Bombus, 5 soorten                                                             |
|  |                                                                               |

|  | Alpinobombus, 5 soorten |
|  |                         |
|  | Bombus, 5 soorten       |
|  |                         |

|  | Alpigenobombus, 7 soorten                                                                 |
|  |                                                                                           |
|  | Melanobombus, 17 soorten                                                                  |
|  |                                                                                           |
|  | \| \| Sibirocobombus, 7 soorten \| \| \| \| \| \| Cullumanobombus, 23 soorten \| \| \| \| |
|  |                                                                                           |
|  | Sibirocobombus, 7 soorten                                                                 |
|  |                                                                                           |
|  | Cullumanobombus, 23 soorten                                                               |
|  |                                                                                           |

|  | Sibirocobombus, 7 soorten   |
|  |                             |
|  | Cullumanobombus, 23 soorten |
|  |                             |

|  | Megabombus, 22 soorten                                                              |
|  |                                                                                     |
|  | \| \| Thoracobombus, 50 soorten \| \| \| \| \| \| Psithyrus, 30 soorten \| \| \| \| |
|  |                                                                                     |
|  | Thoracobombus, 50 soorten                                                           |
|  |                                                                                     |
|  | Psithyrus, 30 soorten                                                               |
|  |                                                                                     |

|  | Thoracobombus, 50 soorten |
|  |                           |
|  | Psithyrus, 30 soorten     |
|  |                           |

|  | Megabombus, 22 soorten                                                              |
|  |                                                                                     |
|  | \| \| Thoracobombus, 50 soorten \| \| \| \| \| \| Psithyrus, 30 soorten \| \| \| \| |
|  |                                                                                     |
|  | Thoracobombus, 50 soorten                                                           |
|  |                                                                                     |
|  | Psithyrus, 30 soorten                                                               |
|  |                                                                                     |

|  | Thoracobombus, 50 soorten |
|  |                           |
|  | Psithyrus, 30 soorten     |
|  |                           |

|  | Pyrobombus, 50 soorten                                                        |
|  |                                                                               |
|  | \| \| Alpinobombus, 5 soorten \| \| \| \| \| \| Bombus, 5 soorten \| \| \| \| |
|  |                                                                               |
|  | Alpinobombus, 5 soorten                                                       |
|  |                                                                               |
|  | Bombus, 5 soorten                                                             |
|  |                                                                               |

|  | Alpinobombus, 5 soorten |
|  |                         |
|  | Bombus, 5 soorten       |
|  |                         |

|  | Alpigenobombus, 7 soorten                                                                 |
|  |                                                                                           |
|  | Melanobombus, 17 soorten                                                                  |
|  |                                                                                           |
|  | \| \| Sibirocobombus, 7 soorten \| \| \| \| \| \| Cullumanobombus, 23 soorten \| \| \| \| |
|  |                                                                                           |
|  | Sibirocobombus, 7 soorten                                                                 |
|  |                                                                                           |
|  | Cullumanobombus, 23 soorten                                                               |
|  |                                                                                           |

|  | Sibirocobombus, 7 soorten   |
|  |                             |
|  | Cullumanobombus, 23 soorten |
|  |                             |

|  | Pyrobombus, 50 soorten                                                        |
|  |                                                                               |
|  | \| \| Alpinobombus, 5 soorten \| \| \| \| \| \| Bombus, 5 soorten \| \| \| \| |
|  |                                                                               |
|  | Alpinobombus, 5 soorten                                                       |
|  |                                                                               |
|  | Bombus, 5 soorten                                                             |
|  |                                                                               |

|  | Alpinobombus, 5 soorten |
|  |                         |
|  | Bombus, 5 soorten       |
|  |                         |

|  | Alpigenobombus, 7 soorten                                                                 |
|  |                                                                                           |
|  | Melanobombus, 17 soorten                                                                  |
|  |                                                                                           |
|  | \| \| Sibirocobombus, 7 soorten \| \| \| \| \| \| Cullumanobombus, 23 soorten \| \| \| \| |
|  |                                                                                           |
|  | Sibirocobombus, 7 soorten                                                                 |
|  |                                                                                           |
|  | Cullumanobombus, 23 soorten                                                               |
|  |                                                                                           |

|  | Sibirocobombus, 7 soorten   |
|  |                             |
|  | Cullumanobombus, 23 soorten |
|  |                             |

|  | Megabombus, 22 soorten                                                              |
|  |                                                                                     |
|  | \| \| Thoracobombus, 50 soorten \| \| \| \| \| \| Psithyrus, 30 soorten \| \| \| \| |
|  |                                                                                     |
|  | Thoracobombus, 50 soorten                                                           |
|  |                                                                                     |
|  | Psithyrus, 30 soorten                                                               |
|  |                                                                                     |

|  | Thoracobombus, 50 soorten |
|  |                           |
|  | Psithyrus, 30 soorten     |
|  |                           |

|  | Megabombus, 22 soorten                                                              |
|  |                                                                                     |
|  | \| \| Thoracobombus, 50 soorten \| \| \| \| \| \| Psithyrus, 30 soorten \| \| \| \| |
|  |                                                                                     |
|  | Thoracobombus, 50 soorten                                                           |
|  |                                                                                     |
|  | Psithyrus, 30 soorten                                                               |
|  |                                                                                     |

|  | Thoracobombus, 50 soorten |
|  |                           |
|  | Psithyrus, 30 soorten     |
|  |                           |

|  | Pyrobombus, 50 soorten                                                        |
|  |                                                                               |
|  | \| \| Alpinobombus, 5 soorten \| \| \| \| \| \| Bombus, 5 soorten \| \| \| \| |
|  |                                                                               |
|  | Alpinobombus, 5 soorten                                                       |
|  |                                                                               |
|  | Bombus, 5 soorten                                                             |
|  |                                                                               |

|  | Alpinobombus, 5 soorten |
|  |                         |
|  | Bombus, 5 soorten       |
|  |                         |

|  | Alpigenobombus, 7 soorten                                                                 |
|  |                                                                                           |
|  | Melanobombus, 17 soorten                                                                  |
|  |                                                                                           |
|  | \| \| Sibirocobombus, 7 soorten \| \| \| \| \| \| Cullumanobombus, 23 soorten \| \| \| \| |
|  |                                                                                           |
|  | Sibirocobombus, 7 soorten                                                                 |
|  |                                                                                           |
|  | Cullumanobombus, 23 soorten                                                               |
|  |                                                                                           |

|  | Sibirocobombus, 7 soorten   |
|  |                             |
|  | Cullumanobombus, 23 soorten |
|  |                             |

|  | Pyrobombus, 50 soorten                                                        |
|  |                                                                               |
|  | \| \| Alpinobombus, 5 soorten \| \| \| \| \| \| Bombus, 5 soorten \| \| \| \| |
|  |                                                                               |
|  | Alpinobombus, 5 soorten                                                       |
|  |                                                                               |
|  | Bombus, 5 soorten                                                             |
|  |                                                                               |

|  | Alpinobombus, 5 soorten |
|  |                         |
|  | Bombus, 5 soorten       |
|  |                         |

|  | Alpigenobombus, 7 soorten                                                                 |
|  |                                                                                           |
|  | Melanobombus, 17 soorten                                                                  |
|  |                                                                                           |
|  | \| \| Sibirocobombus, 7 soorten \| \| \| \| \| \| Cullumanobombus, 23 soorten \| \| \| \| |
|  |                                                                                           |
|  | Sibirocobombus, 7 soorten                                                                 |
|  |                                                                                           |
|  | Cullumanobombus, 23 soorten                                                               |
|  |                                                                                           |

|  | Sibirocobombus, 7 soorten   |
|  |                             |
|  | Cullumanobombus, 23 soorten |
|  |                             |

Voor de soortenlijst zie: Lijst van hommels.

## Verspreiding en habitat

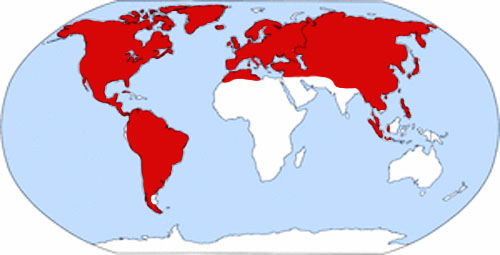
Wereldwijde verspreiding van hommels, aangegeven in het rood.

Hommels worden beschouwd als langharige bijen, die door hun dichte beharing beter zijn aangepast aan het leven in relatief koelere klimaten. De hommel kan daarnaast zelf zijn lichaamstemperatuur verhogen, door het trillen van de borstspieren, zonder dat de vleugels meebewegen. Hij kan zo een lichaamstemperatuur van 30 °C tot 32 °C handhaven. De koningin vliegt al bij een buitentemperatuur van 2 °C, de werksters bij 6 °C. Voor andere bijen zijn dergelijke temperaturen veel te laag om zich buiten het nest te begeven.
Hommels komen voor in alle delen van Noord- en Zuid-Amerika, geheel Europa en vrijwel geheel Azië, uitgezonderd delen van Pakistan en zuidelijk India. Ook in delen van uiterst zuidoostelijk Azië zoals het eiland Nieuw-Guinea komen geen hommelsoorten voor. Op het Arabisch Schiereiland komen alleen soorten voor in het noordelijke deel. In Afrika komen geen hommels voor, uitgezonderd in de uiterste noordwestelijke strook langs de Middellandse Zee, in het noorden van Marokko, delen van Tunesië, uiterst noordelijk Algerije en delen van uiterst noordwestelijk Libië. In Australië komen in het geheel geen hommels voor. Van de ongeveer 250 soorten komen er ongeveer 70 voor in Europa, waarvan ongeveer een kwart wordt bedreigd.

### In Nederland

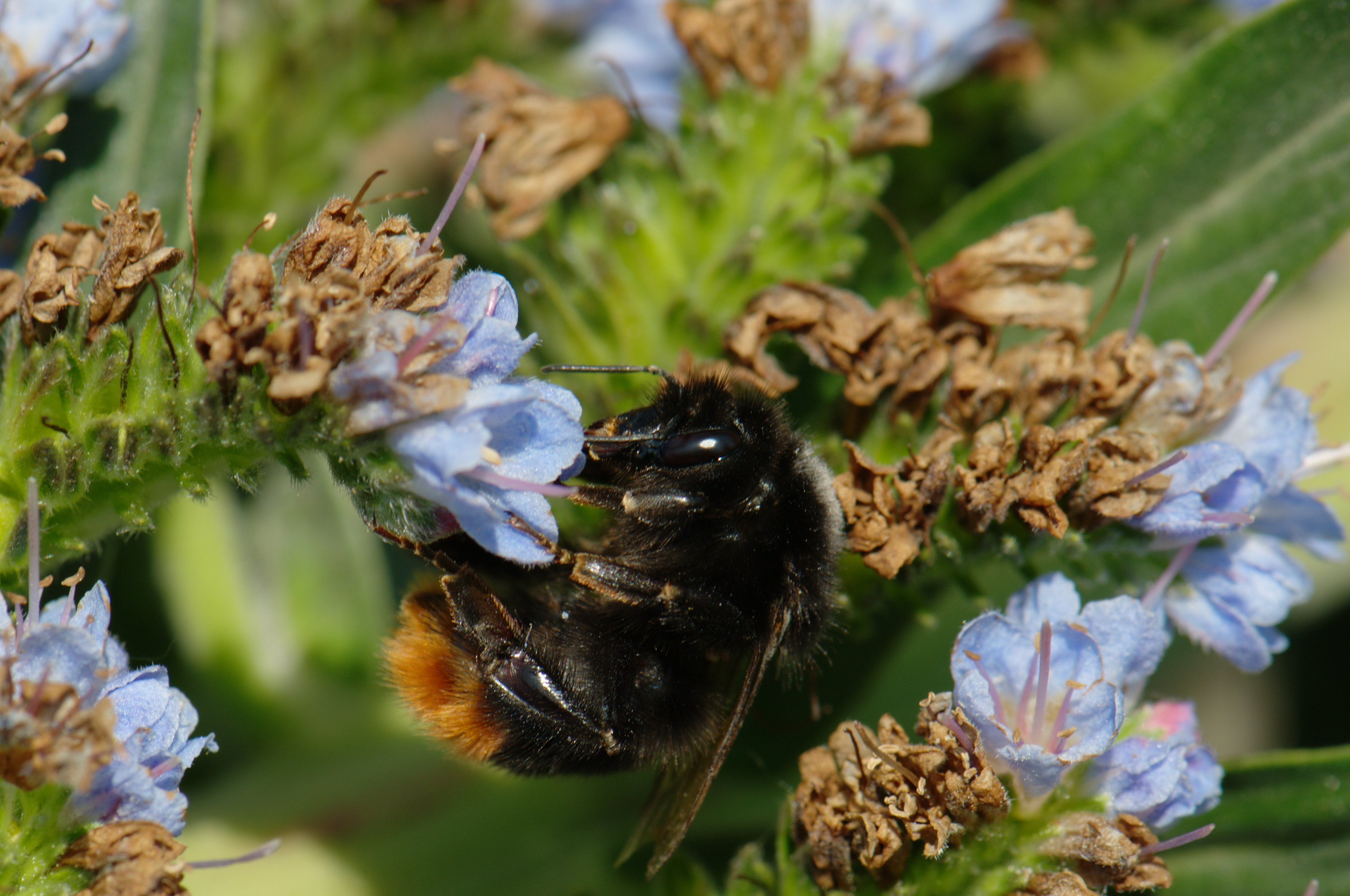
De boloog (Bombus confusus) is in Nederland voor het laatst gezien in 1942.

In Nederland komen 31 verschillende soorten hommels voor, waarvan enkele nog niet worden beschouwd als gevestigd.
Sommige soorten zijn sterk in aantal achteruit gegaan, zoals de gele hommel (Bombus distinguendus). Van andere soorten is niet goed bekend hoe het met ze gaat, zoals de heidehommel (Bombus humilis), die moeilijk is te inventariseren. In Nederland zijn verschillende soorten al lange tijd niet meer waargenomen en worden beschouwd als uitgestorven. Voorbeelden zijn de soorten (met jaar van laatste waarneming): boloog (Bombus confusus, 1942), de Limburgse hommel (Bombus pomorum, 1948) en de waddenhommel (Bombus cullumanus, 1953).
Sommige hommels zijn eenvoudig van elkaar te onderscheiden, veel soorten kennen echter overlappende variaties of kleurpatronen. Deze zijn lastig op naam te brengen; zo zijn de verschillende soorten van de aardhommel-groep moeilijk uit elkaar te houden. In de onderstaande uitklapbare tabel zijn de meest voorkomende soorten in België en Nederland opgenomen. De opgegeven maten betreffen steeds de lengte van respectievelijk een koningin, een werkster en een mannetje.
| Uitklapbare tabel van de meest voorkomende hommelsoorten in België en Nederland | Uitklapbare tabel van de meest voorkomende hommelsoorten in België en Nederland |
| ------------------------------------------------------------------------------- | --- |
| Naam                                                                            | Afbeeldingen en informatie |
| Aardhommel Bombus terrestris (Linnaeus, 1758)                                   | - 20-23, 11-17, 14–16 mm - Lichaam zwart, gele band op zowel voorzijde borststuk als achterlijf - Achterlijfspunt wit                                                                                 |
| Boomhommel Bombus hypnorum (Linnaeus, 1758)                                     | - 18-22, 8-18, 14–16 mm - Lichaam zwart, borststuk roodoranje - Achterlijfspunt wit - Boomhommels in een nestkastje                                                                                   |
| Steenhommel Bombus lapidarius (Linnaeus, 1758)                                  | - 22-26, 12-16, 14–16 mm - Lichaam geheel zwart - Achterlijfspunt roodoranje |
| Akkerhommel Bombus pascuorum (Scopoli, 1763)                                    | - 18-22, 9-15, 12–14 mm - Lichaam zwart, borststuk en achterlijfspunt roodoranje - lichte vorm; beharing achterlijf geel - donkere vorm; beharing achterlijf zwart                                    |
| Tuinhommel Bombus hortorum (Linnaeus, 1761)                                     | - 18-26, 11-16, 13–15 mm - Lichaam zwart, het voorste en het achterste deel van het borststuk en het voorste stuk van het achterlijf zijn geel - Achterlijfspunt wit - Tuinhommel op vingerhoedskruid |
| Weidehommel Bombus pratorum (Illiger, 1806)                                     | - 15-18, 9-14, 11–13 mm - Zwart, gele voorzijde borststuk, soms gele streep op voorzijde achterlijf - Achterlijfspunt roodoranje                                                                      |
| Heidehommel Bombus humilis (Illiger, 1806)                                      | - 16-18, 9-15, 12–14 mm - Zeer variabel, geel borststuk en overwegend wit achterlijf - Achterlijfspunt variabel                                                                                       |
| Gewone koekoekshommel Bombus campestris (Panzer, 1801)                          | - 17–22 mm (vrouw) en 15–17 mm (man) - Overwegend gele lichaamsbeharing. - Achterlijfspunt zwart |
| Grashommel Bombus ruderarius (Müller, 1776)                                     | - 16-18, 9-16, 12–14 mm - Lichaam zwart, rode haartjes op achterpoten - Achterlijfspunt oranje |
| Veldhommel Bombus lucorum (Linnaeus, 1761)                                      | - 19-22, 9-16, 13–16 mm - Lichaamskleur zwart, citroengele vlekken i.p.v. okergele - Achterlijfspunt wit                                                                                              |
| Grote veldhommel Bombus magnus (Vogt, 1911)                                     | - 22-28, 8-18, 14–18 mm - Lichaam zwart met twee gele banden - Achterlijfspunt wit, lijkt op aardhommel                                                                                               |

## Uiterlijke kenmerken
Een hommel lijkt anatomisch veel op een bij, maar heeft meer beharing die bovendien langer is. Daarnaast wordt een hommel gemiddeld een stuk groter dan een bij.
Hommels zijn sterk behaard met lange haren over het gehele lichaam, en met name op het achterlijf. De lichaamsbeharing is in beginsel zwart maar vrijwel alle hommels hebben duidelijke banden van gekleurde haren op het lichaam. De delen met gekleurde haren zijn ringvormig (gebandeerd) en niet in de lengterichting gelegen. Hommels hebben een soortspecifieke kleurencombinatie van dergelijke haren. De steenhommel heeft een vrij simpele configuratie; een zwart lichaam met een oranje achterlijfspunt. De aardhommel heeft een complexere tekening; het lichaam is zwart met een witte achterlijfspunt. De haren aan de voorzijde van het borststuk en die aan de voorzijde van het achterlijf zijn echter geel van kleur. Ondanks de vaak sterk contrasterende kleurenbanden op het lichaam kennen veel soorten verschillende kleurvormen met een overlap of variaties, waardoor determinatie niet altijd gemakkelijk is. De kleuren van hommels hebben te lijden onder uv-straling en in zonnige zomers komen veel lichtere exemplaren voor dan in zomers met veel bewolkte dagen.

### Kop

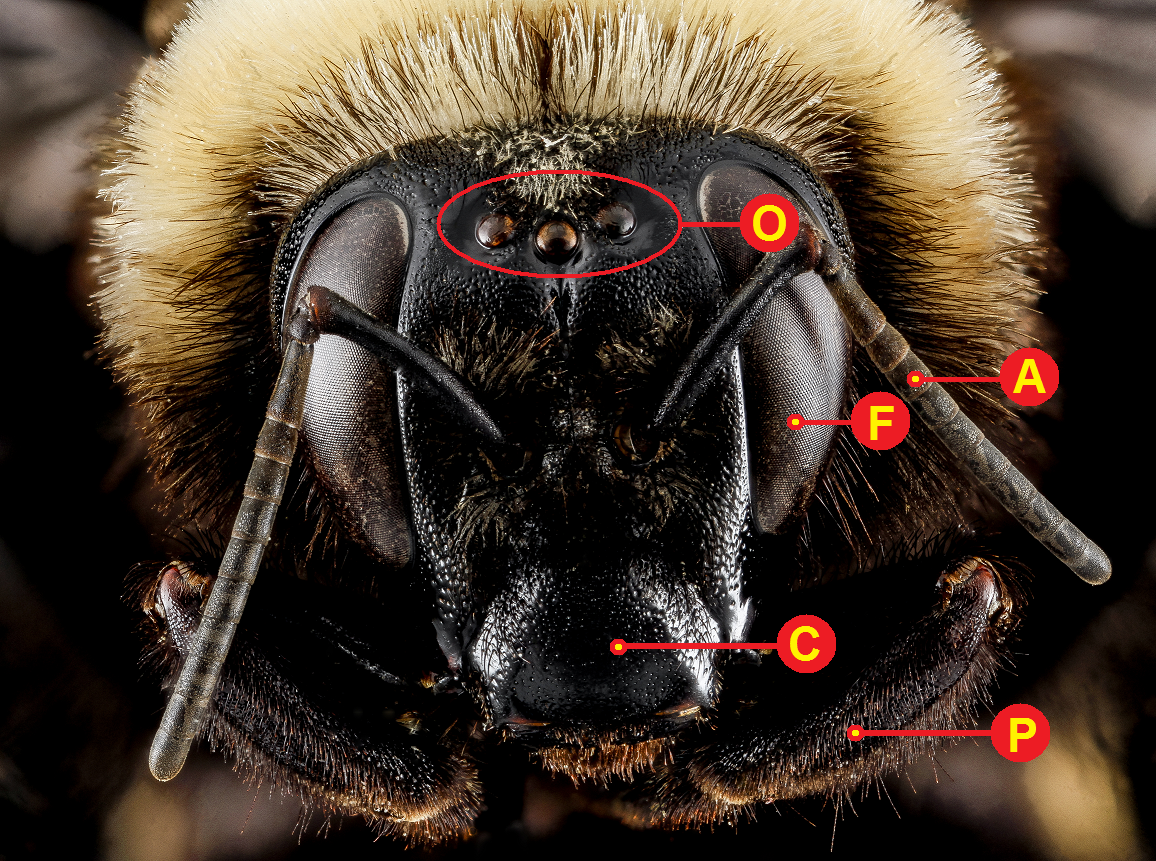
Kop van de hommel Bombus auricomus.

De ogen van hommels zijn langwerpig van vorm en meestal zwart van kleur. De randen van de ogen raken elkaar nooit, ook niet bij de mannetjes zoals van andere insecten bekend is. Hommels zien net zoals andere bijen kleuren anders dan de mens. Ze zien geen rode kleuren, maar wel de kleuren in het ultraviolette deel van het licht (uv-licht). Veelal weerkaatsen de zogenaamde honingmerken in bloemen uv-licht, waardoor ze voor hommels goed zichtbaar zijn. Een bloem ziet er door deze ultraviolette kleuren voor een hommel uit als een soort landingsbaan.
Boven de ogen zijn op het midden van de kop drie kleine puntoogjes gelegen, die uit een enkele lens bestaan. Deze puntoogjes komen voor bij alle vliesvleugeligen en worden de ocelli genoemd. Ze hebben een ondergeschikte visuele functie en kunnen alleen grove lichtverschuivingen waarnemen. Bij de meeste vliesvleugeligen zijn de puntogen in een driehoek gelegen, twee aan de zijkant en één in het midden boven de andere twee. Als men van het linkeroogje een lijn zou trekken naar het bovenste oogje en vervolgens naar het rechteroogje krijgt men een lijn met een scherpe hoek te zien (ʌ). Bij alle hommels is deze hoek echter zo stomp dat de oogjes bijna naast elkaar zijn gepositioneerd.
In tegenstelling tot de bij heeft de hommel ook stevige kaken; deze worden alleen gebruikt om bloemen stuk te knippen om bij de nectar te komen. De kaken worden dus niet gebruikt om vijanden aan te vallen en te bijten. De antennes van een hommel zijn zwart en bestaan altijd uit twaalf of dertien geledingen, afhankelijk van het geslacht. Mannetjes hebben altijd dertien geledingen en vrouwtjes hebben er altijd twaalf.

### Borststuk

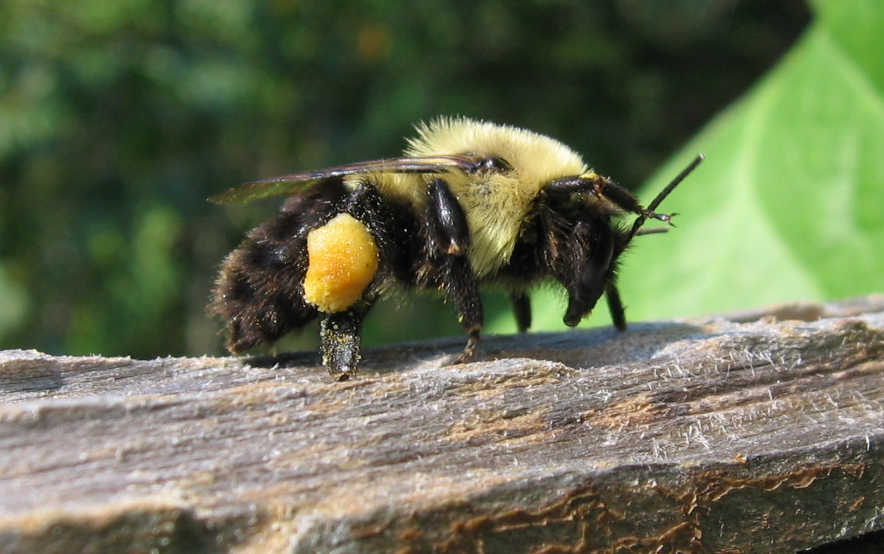
Een rustende hommel poetst zijn antennes. De stuifmeelklompjes zijn duidelijk zichtbaar.

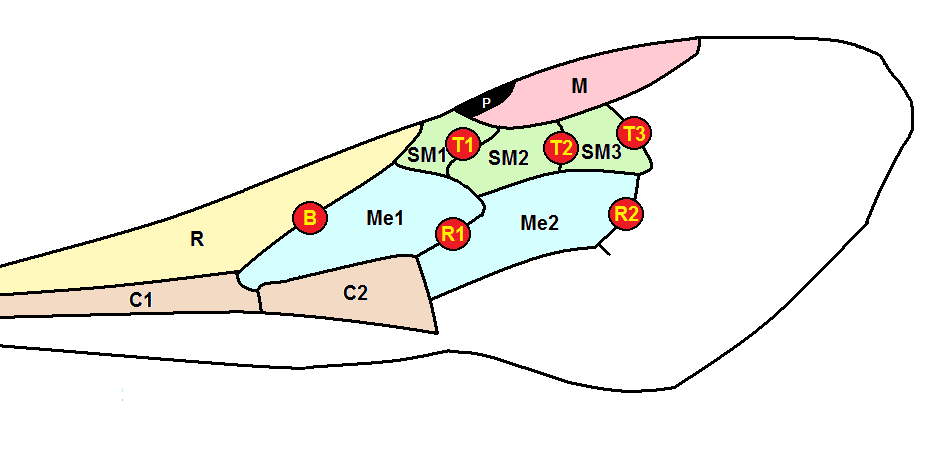

De poten van hommels zijn net als het lichaam dik en harig, de schenen van de achterpoten zijn sterk verbreed. Op de holle scheen van de achterpoot is een kale plek aanwezig die omgeven is met stijve haren. Deze plek wordt het stuifmeelkorfje of corbicula genoemd. De vrouwtjes verzamelen in deze holte het stuifmeel door de korrel als een balletje samen te klonteren. Mannelijke hommels hebben geen stuifmeelkorfjes aan de poten daar zij geen voedsel verzamelen voor het nest.
Hommels hebben twee paar vleugels, dus vier in totaal. Het voorste paar wordt aangeduid met voorvleugels en het achterste paar met achtervleugels. Een belangrijk verschil met andere bijen is het feit dat de submarginale vleugelcellen ongeveer even groot zijn.
De achtervleugels zijn bij de meeste soorten aan de voorvleugels gehecht door een rij haakjes aan de rand van de achtervleugel die inhaken op de voorvleugelrand. Hierdoor lijkt het dat een hommel slechts twee vleugels heeft. Deze haakjes worden de hamuli (ook wel hammulae) genoemd.
Hommels kunnen alleen vliegen als de vleugelspieren voldoende zijn opgewarmd. De hommel moet de temperatuur van de vleugelspieren in het borststuk omhoog brengen van de omgevingstemperatuur tot 30 graden Celsius voordat de vleugels kunnen worden gebruikt om te vliegen. Uit onderzoek blijkt dat als de omgevingstemperatuur zes graden is, het ongeveer een kwartier duurt om de vleugels op te warmen. Bij een omgevingstemperatuur van 13 graden duurt dit vijf minuten en bij 24 graden bereiken de borstspieren al na enkele seconden de juist temperatuur.
Tijdens de vlucht warmen de vleugelspieren op van 30 graden tot 44 graden Celsius. De snelheid waarmee een hommel vliegt varieert van 3,0 tot 4,5 meter per seconde, wat neerkomt op 10,8 tot 16,2 kilometer per uur. De vleugels van hommels zijn met name bij de wat oudere exemplaren vaak beschadigd, de vleugels krijgen naarmate de hommel ouder wordt een steeds sterker gerafelde vleugelrand. Een hommel kan met een beschadigde vleugelrand nog goed vliegen.
Een hommel heeft een groot lichaam, maar relatief kleine vleugeltjes. Met de wetten van de aerodynamica kon men lange tijd niet verklaren dat een hommel kan vliegen. Na onderzoek is gebleken dat hommels een trucje hebben waardoor ze toch kunnen opstijgen. Door de op- en neergaande beweging van de vleugels ontstaan luchtwervelingen die zorgen voor een opwaartse kracht waardoor de hommel, hoewel hij eigenlijk te zwaar is, toch kan vliegen. Dit fenomeen waarbij hommels extra energie halen uit de manier waarop de vleugels bewegen, wordt in de aerodynamica diepgaand bestudeerd om er voordeel uit te halen in bijvoorbeeld de vliegtuigindustrie.

### Achterlijf

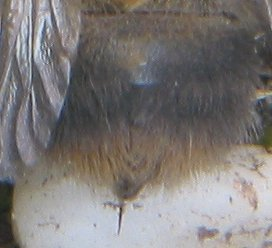
Angel van de akkerhommel.

De beharing van het achterlijf is vaak zwart, veel soorten hebben echter een afwijkende kleur beharing aan de achterlijfspunt zoals wit of geel tot oranje. Het achterlijf draagt zes zogenaamde achterlijfsplaten bij de vrouwelijke hommels, de mannetjes hebben er zeven. Het achterlijf van een hommel is meer afgerond dan dat van een koekoekhommel, dat wat puntiger is; hieraan zijn de twee groepen te onderscheiden.
Bij de vrouwtjes is de legbuis of ovipositor omgevormd tot een angel dus alleen de werksters en de koninginnen kunnen steken en de mannetjes niet. De angel kan bij vrouwtjes echter niet meer als eilegapparaat worden gebruikt; de eitjes verlaten het lichaam via een opening aan de basis van de angel en niet- zoals bij insecten met een 'normale' ovipositor- door het uiteinde van de legbuis.
Hommels die zich aangevallen voelen laten dikwijls een verdedigingshouding zien door op één kant te gaan liggen en alle poten en het achterlijf met angel uit te steken. In het uiterste geval kan een hommel steken door de angel in de huid te brengen. De steek van hommels is slechts pijnlijk en niet gevaarlijk, tenzij men allergisch is. Dan kan in extreme gevallen een anafylactische shock optreden, een ernstige allergische reactie, die levensbedreigend kan zijn. De angel van de hommel blijft niet achter na een steek zoals bij de honingbij. Een hommel gaat na een steek niet dood en kan de angel telkens opnieuw gebruiken, net zoals wespen. Dit komt omdat er geen breukpunt in de angel zit, waardoor deze niet afbreekt. De angel is hol van binnen en via deze holte wordt gif naar het slachtoffer gepompt.

### Onderscheid met andere insecten
Hommels zijn met name te verwarren met de sterk gelijkende koekoekshommels. Er zijn wel enige verschillen tussen de twee. Zoals eerder gezegd, missen koekoekshommels de stuifmeelkorfjes op de poten, die bij hommels wel aanwezig zijn. Daarnaast hebben sommige koekoekshommels een wat donkere vleugelkleur, echter niet allemaal.

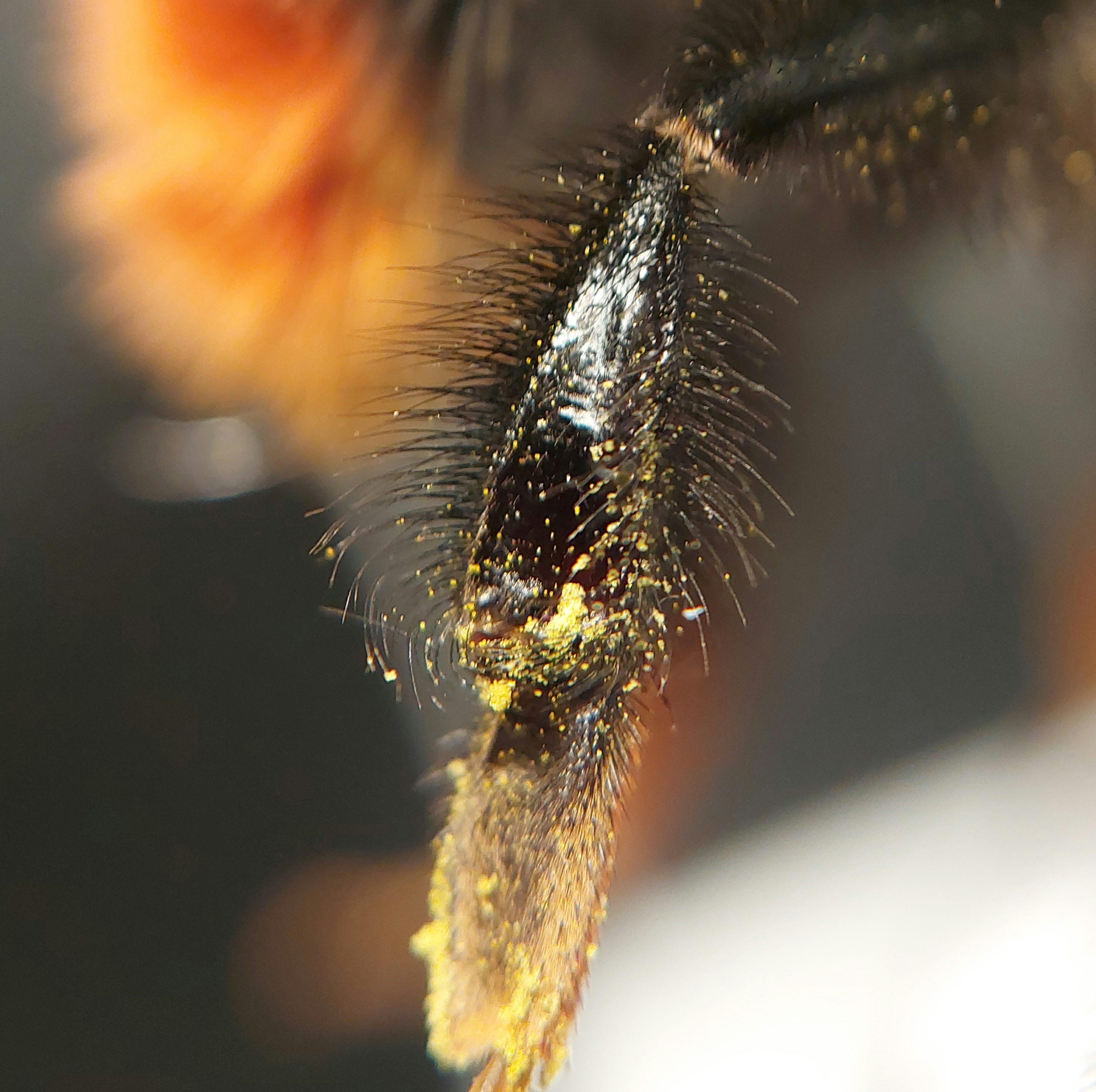
Korfje aan de achterscheen van de steenhommel.

Andere insecten die met hommels zijn te verwarren met name enkele soorten houtbijen, zoals de soorten uit het geslacht Xylocopa caffra. Deze bijen hebben een dik en behaard lichaam dat ook gele, witte of rode dwarsbanden draagt. De kleuren wijken vaak wel af van die van de hommels en ook zijn houtbijen minder lang behaard.
Ten slotte zijn er een aantal zweefvliegen die sterk op hommels lijken. De zweefvliegen imiteren de hommels om de vijanden van de onschuldige vlieg te verwarren zodat deze de zweefvlieg met rust laten, dit wordt ook wel mimicry genoemd. Voorbeelden zijn de hommelzweefvlieg (Volucella bombylans) en de gewone wolzwever (Bombylius major). Net als andere zweefvliegen zijn deze soorten te herkennen aan het feit dat ze als tweevleugeligen maar twee vleugels hebben in de plaats van vier, de zeer korte antennes en de ronde vorm van de ogen in plaats van een langwerpige vorm zoals bij de hommels.

## Voedsel

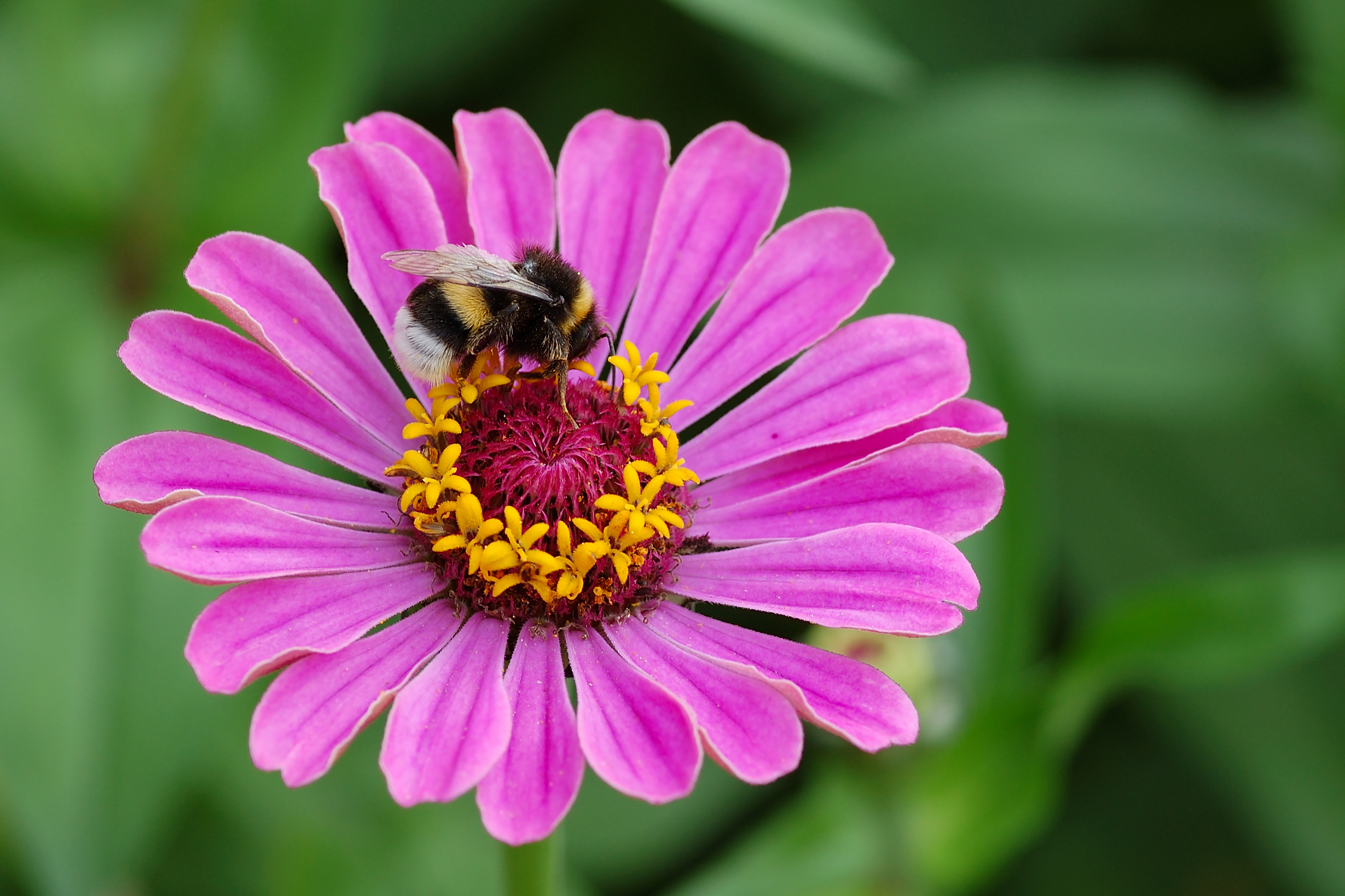
Hommels leven van stuifmeel en nectar dat ze uit bloemen halen, afgebeeld is een aardhommel op de bloem van Zinnia elegans.

Hommels leven net als alle andere bijen van nectar en stuifmeel, de suikerrijke nectar is de energiebron van de hommel. Er zijn hommelsoorten die het stuifmeel opslaan in aparte voorraadcellen (pockets) en er zijn soorten, zoals de aardhommel, die het in de leegstaande broedcellen opslaan. Hommels kunnen tot wel twee uur achter elkaar stuifmeel verzamelen tot een gewicht van 60% van hun lichaamsgewicht. Het stuifmeel kunnen de vrouwtjes met behulp van nectar en hun voorpoten tot een klompje samen plakken aan hun achterpoten en zo vervoeren naar het nest.
Een hommel bezoekt bij voorkeur vooral tweejarige, maar ook meerjarige planten, omdat deze planten meer nectar produceren door hun in het algemeen grotere bloemen. Een uitzondering hierop vormen de eenjarige halfparasieten zoals de ratelaar. Omdat hommels geen grote honingvoorraad aanleggen moeten er gedurende het hele voorjaar en zomer (van maart tot september) bloeiende planten aanwezig zijn. Overigens produceren hommels wel honing, echter in kleine hoeveelheden. 'Hommelhoning' is daarom commercieel niet interessant.
Hommels zijn niet kieskeurig en nemen nectar op van planten die tot uiteenlopende families behoren. Er zijn maar enkele uitzonderingen bekend, zoals de hommel Bombus consobrinus uit noordoostelijk Europa. Deze soort leeft vrijwel uitsluitend van nectar van planten uit het geslacht monnikskap (Aconitum).
Een hommel heeft een lange tong met haartjes aan het uiteinde, waarmee ze nectar uit de bloemen opzuigen. De tong wordt beschermd door een langwerpige structuur die de schede wordt genoemd. Wanneer de hommel haar tong niet gebruikt zit de schede onder haar lichaam gevouwen. De lengte van de uitrolbare hommeltong, ook wel proboscis genoemd, varieert van soort tot soort. Hierdoor treedt er een zekere specialisatie in bloembezoek op, waardoor hommels minder onderlinge concurrentie hebben van andere bijen en zelfs van andere hommelsoorten.
Hommels (hoofdzakelijk aardhommels) die op de bloeiwijze van prei nectar uit de preibloempjes verzamelen gaan steeds trager bewegen en raken versuft. Soms vallen ze zelfs op de grond om na een poosje weer weg te vliegen. Er kunnen wel tot tien hommels tegelijk op een bloeiwijze zitten.
Door voedselconcurrentie kunnen onder laatbloeiende lindebomen, vooral onder alleenstaande bomen, veel dode hommels worden aangetroffen. Doordat de nectar van lindebomen minder bruikbare suikers bevat, gebruiken op lindebomen vliegende hommels meer energie bij het rondvliegen dan er in de vorm van nectar verzameld kan worden. Hierdoor verhongeren de hommels en ook worden de verzwakte exemplaren door vijanden als vogels en wespen belaagd.
Hommels kunnen afstanden afleggen tot ongeveer twintig kilometer van het nest om voedsel te zoeken maar meestal vliegt een hommel niet meer dan vijf kilometer van het nest. De weidehommel is een voorbeeld van een hommel die relatief dicht bij het nest blijft en de aardhommel, de veldhommel en de steenhommel zijn soorten die een meer zwervend foerageergedrag vertonen.

### Bestuiving

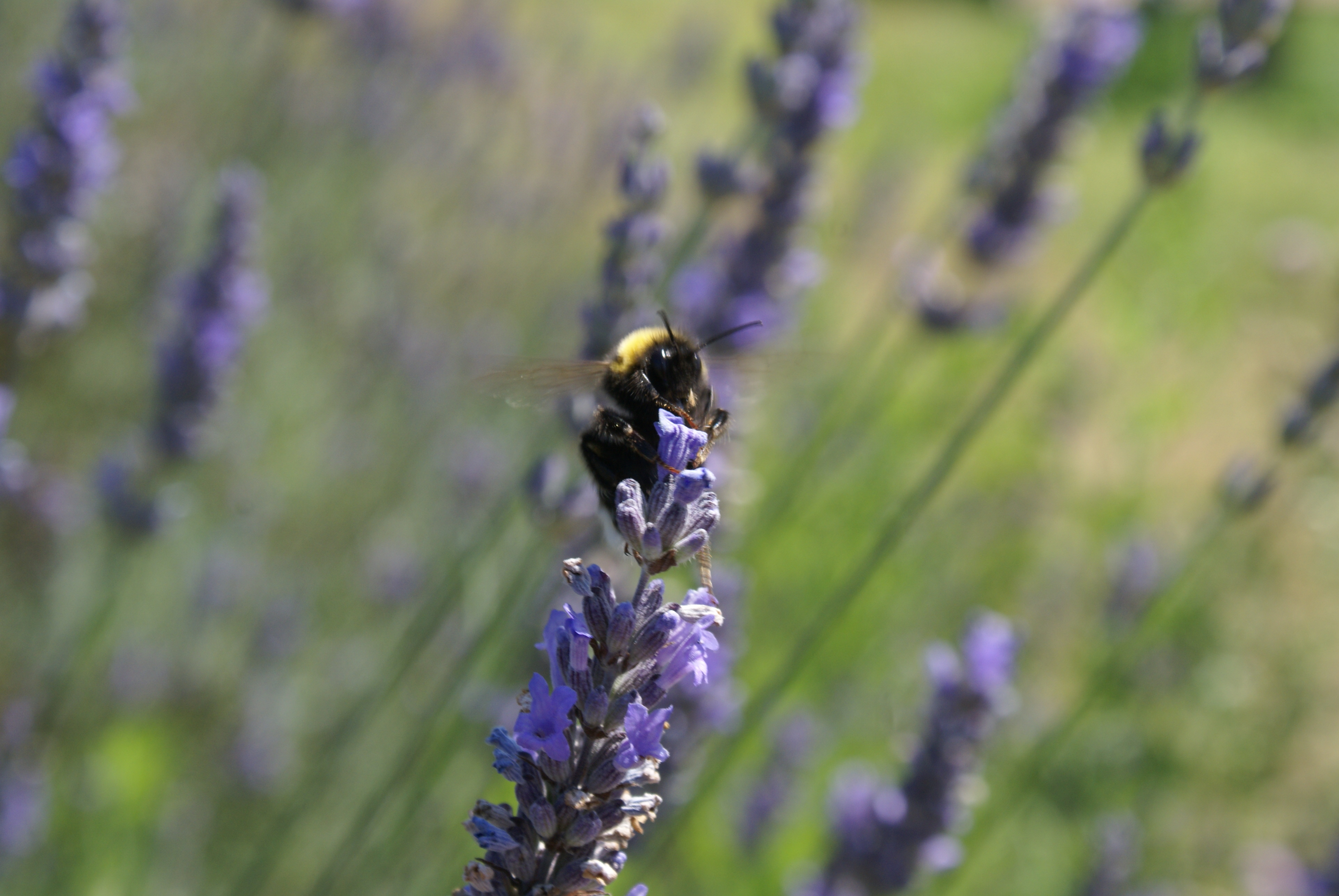
Aardhommel op lavendel (Lavandula)

In koudere klimaten zijn hommels zeer belangrijke bestuivers, omdat ze ook bij lage temperaturen nog vliegen, dit in tegenstelling tot de meeste andere bijen. In heel warme streken zoals grote delen van Afrika en in Australië komen geen hommels voor. In Nieuw-Zeeland werd in het verleden rode klaver ingevoerd als voedsel voor het vee van de kolonisten. Omdat rode klaver een bloem heeft waarbij de nectar diep in de kroonbuis zit, konden de van nature voorkomende bijen de planten echter niet bestuiven. Op advies van Charles Darwin werden rond 1880 hommels ingevoerd waarna het probleem was opgelost. Alleen de uitrolbare tong van een hommel kan rode klaver bestuiven. Ook in Denemarken en Frankrijk worden gekweekte hommels ingezet voor het bestuiven van rode klaver.
Hommels worden tegenwoordig gefokt voor de bestuiving van verschillende planten. De aardhommel wordt in Europa gebruikt om tomaten, te bestuiven, in andere werelddelen worden hiervoor andere hommelsoorten gebruikt. Andere gewassen die door hommels worden bestoven zijn: paprika, aubergine, courgette, meloen, aardbei, framboos en aalbes in kassen.
Bij tomaat, paprika en aubergine worden de hommels bijgevoerd met suikerwater, omdat de bloemen geen nectar produceren. Bij deze laatste drie soorten, die allemaal behoren tot de nachtschadefamilie (Solanaceae), zijn de helmhokjes buisvormig met een opening aan één kant. De gladde stuifmeelkorrels zitten stevig vast in de helmhokjes. Hommels zijn goede bestuivers van deze planten, omdat ze met de bovenkaken (mandibels) en klauwtjes aan de poten de bloem kunnen vastpakken en door de borstspieren snel te bewegen de meeldraden laten trillen om zo de stuifmeelkorrels uit de helmhokjes te laten vallen. Dit wordt in het Engels 'buzz pollination' genoemd, wat vrij vertaald 'zoembestuiving' betekent.
Bij komkommerkruid kunnen alleen hommels op deze manier het stuifmeel uit de helmhokjes krijgen. De vallende korrels plakken aan hun elektrostatisch geladen lijf. Vervolgens kunnen zij met hun poten het stuifmeel verzamelen in hun korfjes. Een hommel neemt ook sneller genoegen met stuifmeel als er geen nectar aanwezig is. Ook verlaat een hommel niet zo gauw de kasruimte, in tegenstelling tot een bij.

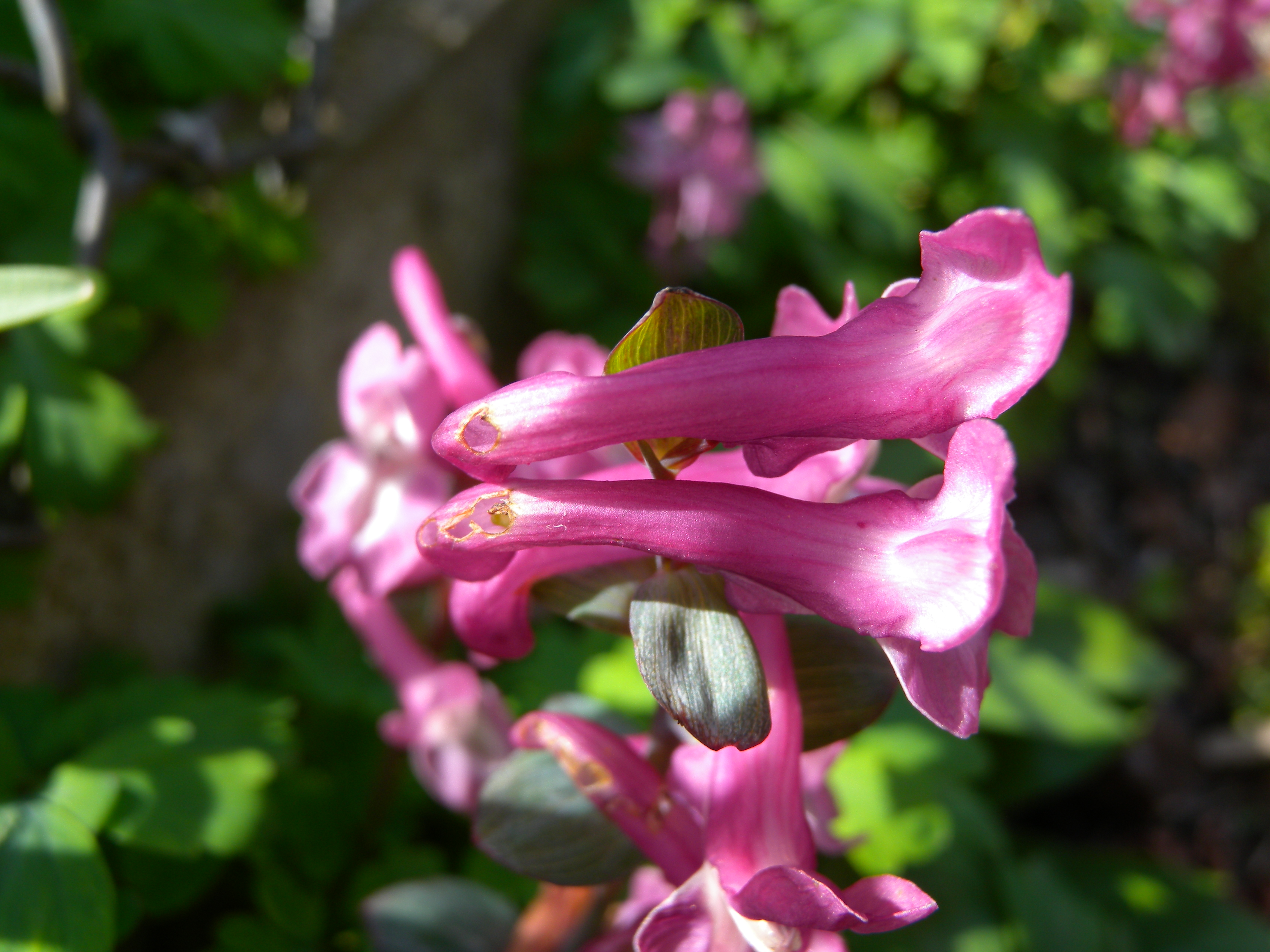
Door hommel gemaakte gaatjes in bloemkroonbuis bij holwortel

Hommels zijn over het algemeen niet zo efficiënt als bijen als het gaat om het bestuiven van bloemen. De volkeren zijn aanmerkelijk kleiner en hommels eten ook stuifmeel van onrijpe bloemen waardoor deze niet goed bestoven worden. Wanneer de nectar te diep in een bloem verborgen is bijt de hommel een gaatje in de zijkant van de bloemkroon om zo bij de nectar te kunnen komen. Het openknippen van bloemen heeft een negatieve impact op de bloem, omdat de hommel de bloem beschadigt of soms zelfs vernietigt. Bovendien komt de hommel met zijn lichaam niet altijd langs de meeldraden, zodat de bloem niet goed wordt bestoven. De plantensoorten waarbij dit voorkomt zijn smeerwortel, rode klaver, grote ratelaar, holwortel, hengel en dopheide. Ook van de houtbijen uit het geslacht Xylocopa is bekend dat ze bloemen openknippen als ze niet op de gebruikelijke manier bij de nectar kunnen komen.
Daarnaast zijn bijen in staat om hun soortgenoten kenbaar te maken waar veel rijpe bloemen bloeien, hommels kennen deze vorm van communicatie niet.

## Voortplanting en ontwikkeling

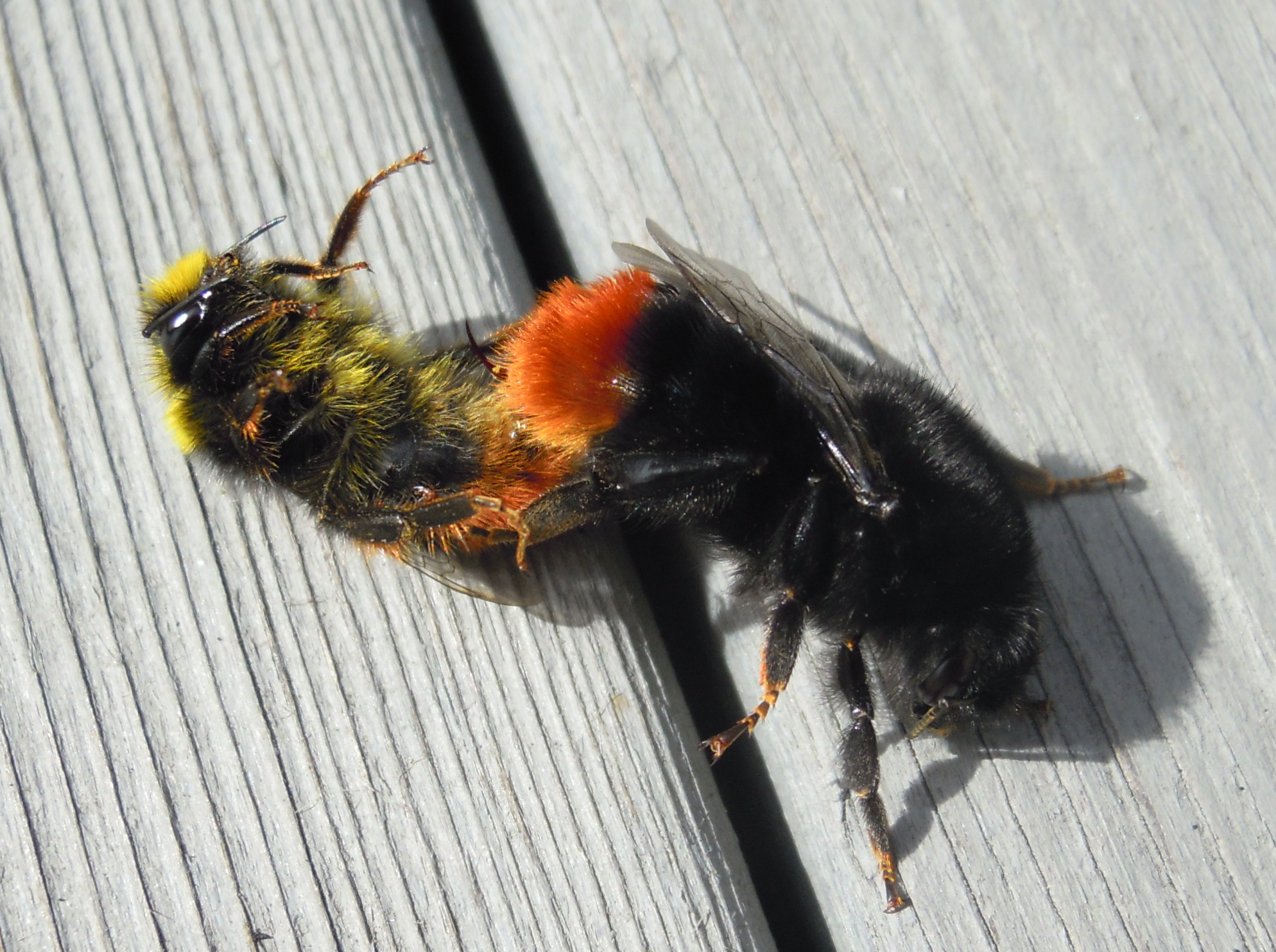
Paring van de steenhommel (Bombus lapidarius) in Noorwegen.

De mannetjes verschillen van de vrouwtjeshommels in verschillende opzichten: ze zijn kleiner, hebben langere antennes (dertien geledingen in plaats van twaalf) en zien er wat pluiziger uit. Ook hebben mannetjes geen angel en bezitten geen stuifmeelkorfjes. De ogen van de mannetjes zijn groter en ronder en de randen raken elkaar nooit aan de bovenzijde van de kop.
Na het verlaten van het nest vertonen de mannetjes van veel hommelsoorten een karakteristiek gedrag. Ze vliegen steeds dezelfde route met een straal van ongeveer 150 tot 200 meter waarbij ze op meerdere plaatsen een geurstof afzetten die de jonge koninginnen lokt. Afhankelijk van de soort verschillen deze geurstoffen van samenstelling en worden op verschillende hoogten afgezet. De geurstoffen worden geproduceerd door klieren in de kop. De mannetjes vliegen voortdurend deze gemarkeerde plaatsen langs om te controleren of er al een koningin is aangelokt. Hierbij kunnen ze enorme afstanden afleggen; 17 tot 60 kilometer per dag. Bij andere hommels blijft een mannetje op een vaste stek en vliegt op alles af wat langs komt, inclusief vrouwelijke hommels. Dergelijke soorten hebben vaak relatief grote ogen.
De paring vindt plaats op de bodem en duurt ongeveer 15 tot 30 minuten. Na de paring sterft het mannetje en de bevruchte koningin gaat op zoek naar een overwinteringsplaats. Bij sommige hommelsoorten is dit al in juli, bij andere pas in oktober.

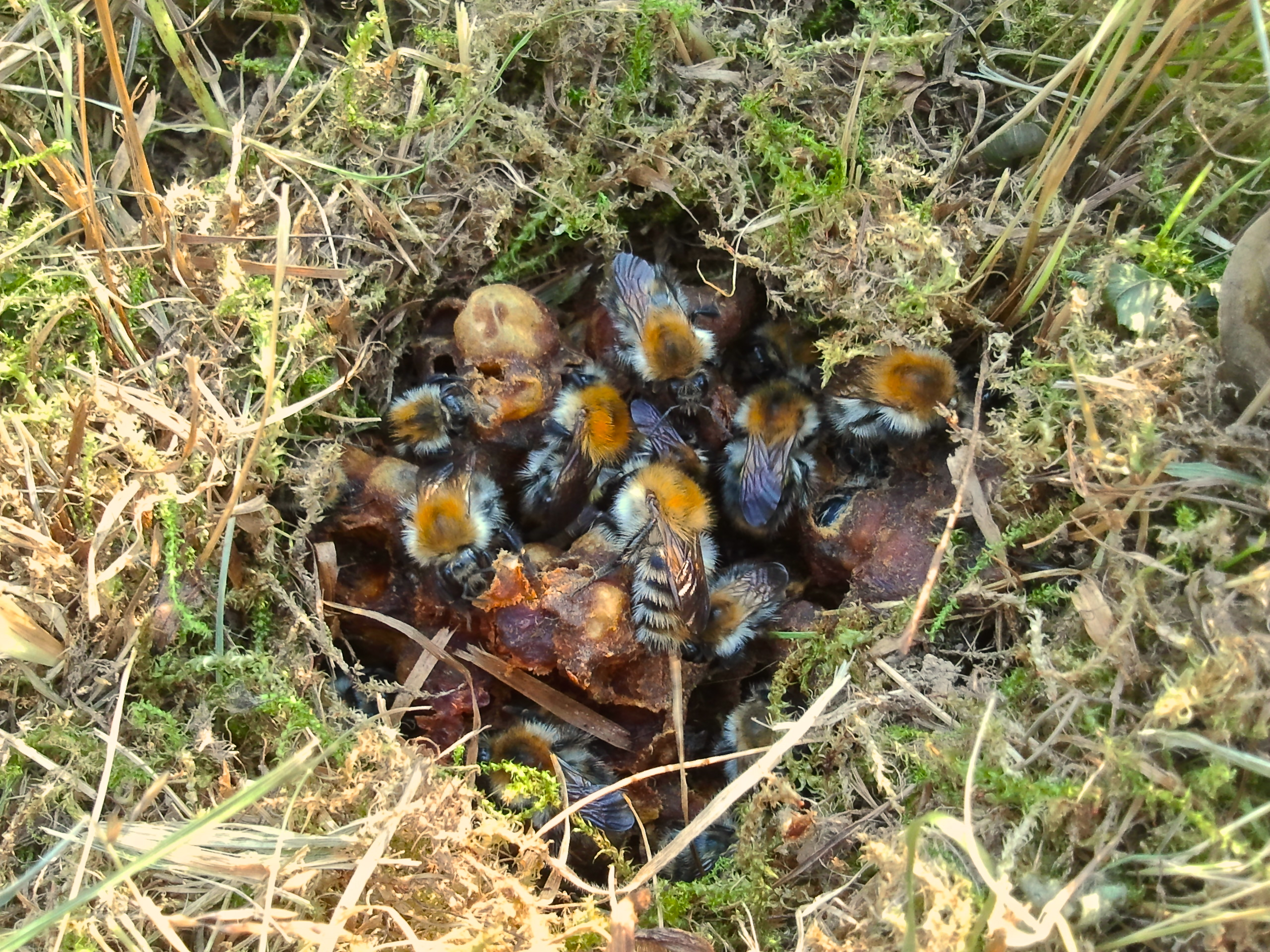
Een opengewerkt hommelnest.

Slechts enkele hommelsoorten gebruiken meerdere keren hetzelfde nest. Een mogelijke oorzaak is het brede scala aan nestparasieten of nestbezoekende vijanden van hommels. In de loop van het seizoen raakt het nest meer bevolkt met nestparasieten en meer bekend bij vijanden. Hergebruik van het nest komt voor bij soorten als de boomhommel, en ook bij soorten in warme streken. Soms komt een koningin in het nest terecht van een andere koningin, waarbij ze het nest overneemt en de oorspronkelijke bewoonster wordt doodgestoken.
In het voorjaar gaat de koningin eerst een beetje nectar en later wat stuifmeel verzamelen. Na enkele weken zoekt ze een geschikte plek voor haar kolonie, ook wel staat genoemd. In de nestruimte wordt een bolvormig nest van 3 tot 5 centimeter in doorsnee van in stukjes gebeten plantendeeltjes gemaakt. Voor het nest worden oude muizenholen of gangen van andere knaagdieren gebruikt, maar ook wel onder graspollen en onder stukken mos. Andere hommels maken bij voorkeur geen nest in de grond, maar op hogere plaatsen, zoals in oude vogelnesten en in holle bomen. Ook worden nestkastjes weleens gebruikt als nest.
Van was worden de eerste broedcellen op een soort voorraadpotje gemaakt dat gevuld wordt met stuifmeel. Een tweede potje van was wordt gevuld met nectar, dat de koningin 's nachts of op dagen met slecht weer als voedsel gebruikt. De was wordt gemaakt door klieren in haar achterlijf en komt aan de onderzijde tussen de segmenten van haar achterlijf naar buiten.

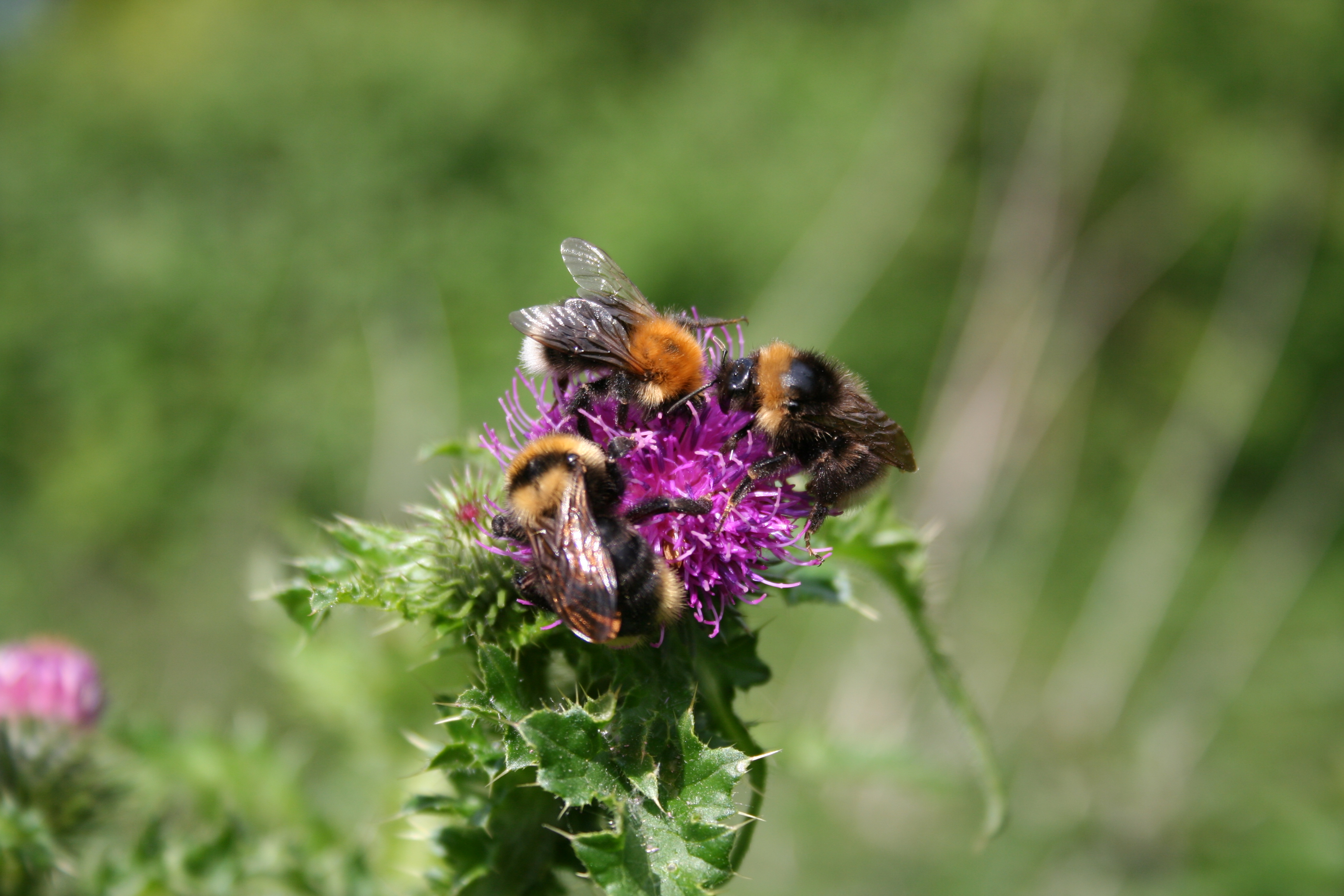
Een mannetje van de aardhommel, een werkster van de akkerhommel en een koningin van de koekoekshommel

In elke broedcel of larvenwieg worden verscheidene bevruchte eieren gelegd. De koningin bevrucht de eieren met zaad van het mannetje waarmee ze gepaard heeft en dat ze de hele winter in haar lichaam heeft bewaard. De broedcellen worden met was afgesloten. De broedcellen van hommels zijn tonvormig en hebben geen honingraatstructuur zoals bij de bij het geval is. De cellen worden op een ongeordende manier aan elkaar bevestigd zodat het hommelnest een rommelige indruk maakt. Een ander verschil met de bij is dat een broedcel slechts eenmaal wordt gebruikt als nestkamertje, daarna wordt de cel alleen nog gebruikt als voedselcel.
De koningin legt in totaal vijf tot vijftien eieren. Ze broedt de eitjes deels zelf uit. Door met de spieren van de vleugels in het borststuk te trillen wordt warmte opgewekt voor de juiste temperatuur van de eieren. Door de weinige beharing aan de onderkant van het achterlijf kan de lichaamswarmte gemakkelijk op het broed overgedragen worden.
Na vier dagen komen de larven uit de eitjes. Eerst eten zij van het stuifmeel uit het voorraadpotje en van de was in het larvenwiegje. De made-achtige larven worden regelmatig van nieuw voedsel (nectar en stuifmeel) voorzien. De eerste werksters krijgen minder voedsel dan de latere generaties die gevoed worden door een groeiende groep werksters in het nest. Deze eerste hommels zijn duidelijk kleiner dan de latere generaties van werksters.
De uitwerpselen van de larven worden niet afgescheiden maar bewaard in het achterste deel van het achterlijf. Tijdens de groei vervellen de larven een aantal keren, omdat hun huid niet kan meegroeien. Als ze volgroeid zijn wordt de ontlasting in één keer afgescheiden en spinnen de larven zich vlak voor de verpopping in. Het spinsel om de pop wordt hard en vormt zo een cocon. Elke larve maakt zijn eigen cocon. Op deze cocons bouwt de koningin nieuwe eibekers en legt weer eitjes in deze eibekers. Hierdoor profiteren de eitjes van de warmte die van de cocons afkomt. Na twee tot drie weken bijten de jonge werksters, bij latere broedsels geholpen door de oudere werksters, aan de bovenkant van hun cocon een gat. Als het gat groot genoeg is kruipen ze naar buiten.
De eerste dag kleuren ze uit en bouwen ze hun cocons om tot honing- en stuifmeelpotten en maken ze de bekers groter. Na 2-3 dagen begint hun eigenlijke taak, het verzamelen van nectar en stuifmeel. Een hommel vliegt meestal niet verder dan 100 tot 200 meter van het nest. De nectar wordt verzameld in de nectarmaag, die vele malen kan uitvouwen. De nectarmaag is een zak met alleen een opperhuid en één opening. Er kan, afhankelijk van de grootte van de hommel, ongeveer 0,06-0,20 ml nectar worden opgenomen.
Een volle nectarmaag bevat de nectar uit zo’n 60 bloemen (bloemen bevatten zo'n 0,001 ml nectar). Een kolonie hommels heeft een voedselvoorraad voor slechts enkele dagen om slechte weersomstandigheden te kunnen overleven. De werksters verschillen in grootte door verschillen in temperatuur en voedsel tijdens hun ontwikkeling. De grootte en het verschil in leeftijd bepalen de taakverdeling tussen de werksters onderling. De koningin komt na het uitkomen van het eerste broed niet meer buiten het nest en besteedt haar tijd volledig aan het warm houden van het broed en voeren van de larven. Wanneer het tweede broed zich verpopt vult de koningin dagelijks 1-3 bekers met bevruchte eitjes. De kolonie groeit, na ongeveer 3 weken ontwikkelingsduur, met meer dan 10 werksters per dag. Het aantal eieren dat de koningin afzet is afhankelijk van de grootte van het nest. Als er meer eieren worden afgezet dan de werksters aankunnen zal een deel van de larven sterven.
Wanneer de kolonie groot genoeg is (ongeveer 80 werksters) gaat de koningin door een verandering in de feromoonproductie onbevruchte eitjes leggen, waaruit na 25 dagen mannetjes ontstaan. De jonge mannetjes eten in het begin veel nectar en stuifmeel uit de voorraden in het nest om energie op te doen voor de balts en de paring. Drie dagen nadat ze uit hun poppen zijn gekomen verlaten ze het nest en keren daar zelden terug.
Larven die meer voedsel krijgen groeien niet uit tot werksters maar tot volwassen koninginnen, ze krijgen dus geen beter of ander voedsel. De jonge koninginnen komen na een ontwikkelingsduur van 30 dagen uit hun poppen en blijven dan nog 5 dagen in het nest om hun vetlichaam te ontwikkelen, een energievoorraad die ze nodig hebben om de winterslaap te overleven. Vaak komen ze nog terug in het nest om er te slapen. Als gevolg van de verandering in feromoonproductie gaan de werksters ook eitjes leggen en dit levert strijd op tussen de werksters en de koningin.
De koningin rooft de eitjes van de werksters en de werksters roven haar eitjes weer, waardoor er weinig tot geen nieuw broed meer bij komt. Dit is het begin van het einde. In het najaar sterft het gehele hommelnest, alleen de bevruchte jonge koninginnen blijven in leven en overwinteren. Ze ontwaken in het voorjaar en gaan op zoek naar voedsel waarna de cyclus opnieuw begint.

## Vijanden

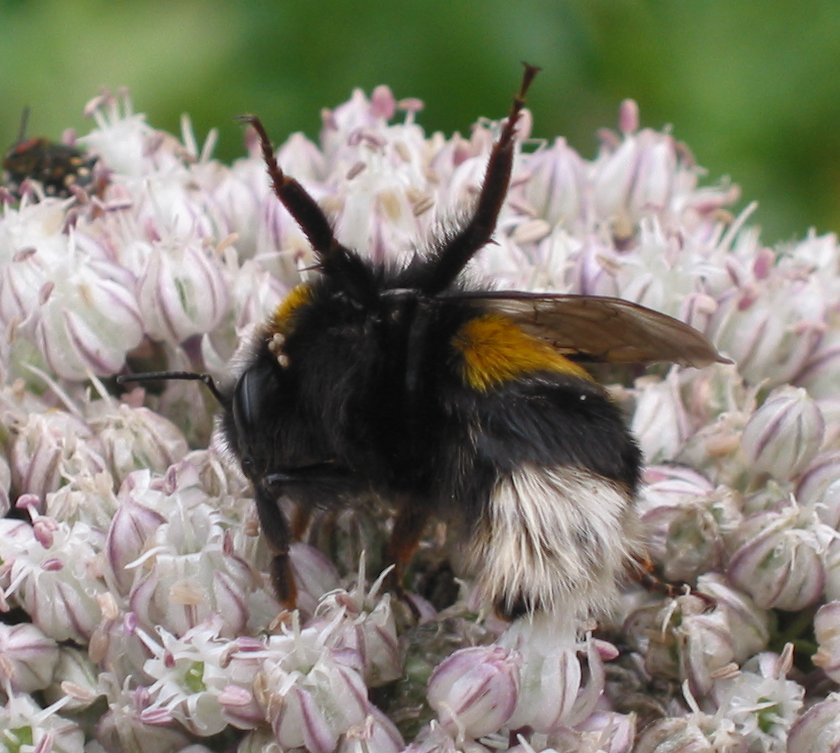
Aardhommel in verdedigingshouding waarbij het dier op de rug gaat liggen.

De belangrijkste vijanden van de hommel zijn insectenetende vogels zoals de grauwe klauwier en de bijeneter. Insectenetende zoogdieren zoals dassen, stinkdieren en spitsmuizen graven de hommelnesten op en eten ze leeg. Een belangrijke vijand is de veldmuis die deels ondergronds leeft en in de koudere maanden vele overwinterende koninginnen buitmaakt.
De meeste insectenetende vijanden eten alleen de inhoud van borststuk van de hommel en ontdoen hun prooi voorafgaand aan de maaltijd van de kop en het achterlijf. In het borststuk zijn de meeste spieren en zenuwen gelegen waardoor dit het eiwitrijkste deel van het lichaam is.
Naast natuurlijke vijanden kent de hommel ook verschillende parasieten. Het bekendst zijn de koekoekshommels uit het ondergeslacht Psithyrus, die beschouwd worden als nestparasieten. Koekoekshommels lijken zeer sterk op de nestmakende hommels waarbij ze de eieren afzetten. Ze zijn te herkennen doordat ze met een zacht gebrom vliegen en geen stuifmeelkorfjes bezitten. Een koekoekhommel steekt soms de koningin dood, deponeert de eitjes in het bestaande nest en laat de eieren en larven verder verzorgen door de aanwezige werksters. Ook komt het voor dat ze ongemerkt het nest binnen sluipt en zich een tijdje verstopt totdat ze de geur van het nest heeft aangenomen om dan pas de eitjes af te zetten. Koekoekshommels hebben zelf geen werksters en leiden een zwervend bestaan. Ze zijn moeilijk te doden door de werksters omdat ze geen was uitscheiden en daarom minder klieropeningen hebben die een zwakke plek vormen bij normale hommels. De lichaamsbepantsering van de koekoekshommel is ook veel dikker.
 Daarnaast zijn vlinders als de hommelnestmot (Aphomia sociella) aan te merken als nestparasieten omdat de larven als was verslindende rupsen het nest leegvreten; indien ze al te massaal voorkomen blijft er niets meer over voor de hommels.
Een andere parasitaire vijand vormen de verschillende soorten blaaskopvliegen die een eitje in het achterlijf van hommels brengen, waarna de larve het achterlijf van de hommel van binnenuit leeg eet, om uiteindelijk ook het borststuk leeg te zuigen. Op die wijze worden de vitale organen het langst gespaard en blijft de hommel eetbaar. Een koningin kan tijdens haar winterslaap geïnfesteerd worden door aaltjes en bacteriën kunnen de darmen irriteren en zo voor diarree zorgen. Ook de mens kan gezien worden als een belangrijke bedreiging voor het dier. Hij vervuilt het leefgebied van de hommels, het gebruik van pesticiden en het vernietigen van de natuurlijke leefomgeving dragen bij aan de algehele achteruitgang. Een belangrijke bedreiging is niet een directe negatieve invloed op de hommels zelf, maar het verdwijnen of achteruitgaan van voor het dier onmisbare voedselplanten.

## Hommels in de cultuur

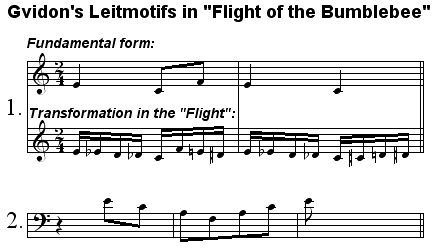
Een deel van de muziek uit De vlucht van de hommel

Binnen de kunst heeft men de hommel ook als onderwerp gekozen. Zo beschrijft De vlucht van de hommel van de Russische componist Nikolaj Rimski-Korsakov hoe een hommel zoemt (uitgevoerd door de piano) en vliegt (uitgebeeld door de cello).
Een van de Transformers die tot de Autobots behoren wordt 'Bumblebee' genoemd (Engels voor 'hommel') en speelt een prominente rol in de film Transformers uit 2007 van regisseur Michael Bay. Deze robot heeft een geel met zwarte kleur.
In de Harry Potter serie speelt het schoolhoofd Albus Perkamentus een belangrijke rol. Hij wordt in de Engelse taal Dumbledore genoemd, dit is een triviale Engelse benaming voor hommel. Schrijfster J.K. Rowling vernoemde hem naar een hommel vanwege "zijn passie voor muziek en ik zag hem voor me als iemand die regelmatig mee-bromde met de melodie".
De Zweedse popgroep ABBA heeft in 2021 een ode aan de hommel "Bumblebee" uitgebracht op hun album Voyage.